# Jacques Anquetil
Pour les articles homonymes, voir Anquetil.
Vous lisez un « article de qualité » labellisé en 2016.
Jacques Anquetil, né le 8 janvier 1934 à Mont-Saint-Aignan (Seine-Inférieure) et mort le 18 novembre 1987 à Rouen, est un coureur cycliste français. Professionnel de 1953 à 1969, il est considéré comme l'un des plus grands coureurs de l'histoire du cyclisme et possède l'un des palmarès les plus riches de son sport.
Surnommé « Maître Jacques », il est le premier coureur de l'histoire à remporter cinq fois le Tour de France et compte également deux victoires sur le Tour d'Italie et une victoire sur le Tour d'Espagne, ce qui en fait le premier cycliste à remporter les trois grands tours. Il détient aussi le record de treize podiums dans les trois grands tours. Formidable rouleur, il bat le record de l'heure de Fausto Coppi en 1956 et compte neuf victoires en autant de participations au Grand Prix des Nations, une épreuve individuelle chronométrée qu'il affectionne particulièrement. Parmi ses succès les plus notables, il compte cinq victoires sur Paris-Nice et le doublé Dauphiné libéré-Bordeaux-Paris en 1965, en ayant pris le départ de la deuxième épreuve seulement huit heures après l'arrivée de la première. Sa carrière a été marquée par sa rivalité avec Raymond Poulidor, qui atteint son paroxysme, lors du Tour de France 1964, avec l'épisode mythique de l'ascension du puy de Dôme. Ce jour-là, Jacques Anquetil a dit : « Si Poulidor m'avait pris le maillot, je rentrais à la maison ce soir ! ».
Perfectionniste, endurant et pragmatique, Jacques Anquetil construit la plupart de ses succès dans les courses par étapes, grâce à sa supériorité dans les contre-la-montre. Il étonne également les suiveurs de l'époque en s'affranchissant des règles diététiques régissant le mode de vie des sportifs. Condamnant le principe de la lutte antidopage, Jacques Anquetil, qui a souffert de problèmes de santé chroniques, avoue à plusieurs reprises s'être dopé durant sa carrière, au point que certains journalistes évoquent la possibilité d'un lien entre les pratiques dopantes du champion et le cancer de l'estomac qui entraîne sa mort, à l'âge de 53 ans.

## Biographie

### Jeunes années
Jacques Anquetil naît le 8 janvier 1934 à Mont-Saint-Aignan dans la banlieue de Rouen, en Normandie. Il est le fils d'Ernest, qui exerce la profession de maître-maçon, et de Marie, confiée à l'âge de deux ans à l'Assistance publique, où elle a appris le métier de lingère. La famille s'installe dans une petite maison normande à Bois-Guillaume, dans laquelle Marie Anquetil choisit d'assumer le statut de femme au foyer après la naissance de Jacques. Le 12 avril 1940 naît le deuxième enfant du couple, Philippe. Ernest Anquetil refuse de collaborer avec l'occupant allemand pour construire les ouvrages de défense du « Mur de l’Atlantique » et se voit licencié par son entreprise. Il se lance alors dans la culture des fraises et la famille s'établit à Quincampoix.
Jacques Anquetil reçoit sa première bicyclette, une Alcyon, à l'âge de 4 ans et parcourt chaque jour un kilomètre et demi pour se rendre à l'école du village. En 1947, après l'obtention du certificat d'études primaires, il entre au lycée Marcel-Sembat de Sotteville-lès-Rouen pour une formation d'ajusteur-fraiseur de trois ans. Il y rencontre Maurice Dieulois, qui devient rapidement son ami le plus fidèle et avec qui il partage sa passion pour le sport, Jacques Anquetil étant alors un bon coureur à pied qui remporte des cross. Maurice Dieulois, qui pratique le cyclisme en club, incite son ami à le rejoindre : « J'ai proposé à Jacques une sortie à vélo. Il en avait reçu un pour sa communion qui ne lui servait que de moyen de locomotion ». La passion du cyclisme naît peu à peu chez Jacques Anquetil, qui vient encourager Maurice Dieulois, le dimanche, lors des courses auxquelles il participe depuis 1950. Au mois de juin de la même année, les deux hommes obtiennent leur certificat d'aptitude professionnelle (CAP) et leur brevet d'enseignement industriel (BEI) et quittent le système scolaire. Maurice Dieulois présente Jacques Anquetil à André Boucher, le directeur sportif de son club, l'Auto cycle sottevillais, en soulignant ses dispositions de coureur. Parallèlement, Jacques Anquetil trouve un emploi aux établissements Julin en qualité de tourneur, un poste qu'il quitte prématurément devant le refus de son patron de lui accorder son jeudi pour s'entraîner. Il rejoint alors son père Ernest pour travailler au sein de l'exploitation agricole familiale de Quincampoix,.
Il participe à sa première course au Havre, le 8 avril 1951, le Grand Prix de Gai-Sport, dans lequel son ami et coéquipier Maurice Dieulois s'impose. Jacques Anquetil remporte sa première victoire moins d'un mois plus tard, lors du prix Maurice Latour, à Rouen, le 3 mai 1951. Dans la foulée, il signe plusieurs autres victoires, comme le Grand Prix de l'UC Darnétalaise le 10 juin ou le Grand Prix de Pont-de-l'Arche une semaine plus tard. Jacques Anquetil vise alors le maillot des jeunes de Paris Normandie, qui récompense le meilleur coureur débutant de la région. La finale du trophée se court à Pont-Audemer, avec un contre-la-montre de 85,6 kilomètres qui regroupe les quatorze premiers du classement provisoire. Il part en dernière position, juste après Maurice Dieulois puisqu'ils occupent les deux premières places du classement après les courses en ligne. Très vite, Jacques Anquetil, qui s'est élancé quatre minutes après son ami, a celui-ci en point de mire. Il déclare après la course : « Je ruinais peut-être à cet instant-là tous ses espoirs. Je ne veux pas paraître plus sentimental que je ne le suis, mais je le dis parce que c'est vrai, j'ai ralenti pendant une dizaine de kilomètres pour ne pas le dépasser trop vite. Enfin, comme le temps passait, j'ai dû me décider à le doubler. Je le fis comme une flèche, sans un regard, pour abréger la chose ». Jacques Anquetil revêt donc le maillot des jeunes 1951 et gagne dans la foulée le titre de champion de Normandie des sociétés, avec ses camarades Maurice Dieulois, Le Ber, Levasseur et Quinet.

### Un coureur amateur et indépendant prometteur (1952-1953)
L'année 1952 confirme les espoirs placés en lui par son mentor du club de l'AC Sotteville, André Boucher. Il remporte neuf courses régionales, renouvelle son succès au championnat de Normandie des sociétés en y ajoutant le titre individuel, et se signale au niveau national par deux victoires : il remporte le Grand Prix de France, une épreuve contre-la-montre dont c'est la première édition, et gagne le titre de champion de France amateurs à Carcassonne. Son directeur André Boucher raconte ce succès dans un entretien à Miroir du cyclisme : « Il s'était mis en tête que la victoire devait revenir à Rouer. Personnellement, j'étais interdit de suivre la course pour une raison imbécile de différend avec un commissaire et je m'étais dissimulé dans un fossé sur le circuit, à un endroit stratégique, juste après l'ascension du col du Portel. Quand il est passé, facile mais vraiment pas très motivé, j'ai jailli et je lui ai hurlé : « Allez Jacques, c'est maintenant. » Il m'a écouté, s'en est allé d'une manière insolente et a relégué tous ses adversaires bien loin derrière lui. » Sélectionné en équipe de France pour participer aux Jeux olympiques de 1952 à Helsinki, il se classe 12e de l'épreuve individuelle sur route et remporte, avec l'équipe de France, la médaille de bronze de la course par équipes, en compagnie de Claude Rouer et Alfred Tonello.
En 1953, Jacques Anquetil prend une licence dans la catégorie des « indépendants », ce qui lui permet de courir avec les professionnels. Il remporte neuf courses régionales, dont le tour de la Manche, lors duquel il s'impose largement sur l'étape contre-la-montre entre Avranches et Saint-Hilaire-du-Harcouët. Cette performance est d'autant plus retentissante que sont présents sur cette compétition des coureurs professionnels comme Jean Brankart, Albert Bouvet, Jean Stablinski et Attilio Redolfi.
Le 23 août, il remporte la finale du Maillot des As, une épreuve contre-la-montre organisée par le quotidien Paris-Normandie et qui rassemble les meilleurs coureurs amateurs de la région. Il réalise à cette occasion un véritable exploit en parcourant les 122 km à la moyenne de 42,052 km/h et en distançant son second, Claude Le Ber, de plus de neuf minutes. Le journal L'Équipe note alors : « Sur sa performance, Anquetil aurait très certainement battu les plus grandes vedettes internationales. »

### Début de carrière professionnelle (1953-1956)
Ses performances attirent le regard des observateurs. L'ancien coureur Francis Pélissier, surnommé le « Sorcier », lui propose un contrat professionnel au sein de son équipe « La Perle ». Son contrat est de 30 000 francs par mois, soit le salaire d'un cadre moyen. Il l'engage le 27 septembre 1953 pour courir le renommé Grand Prix des Nations, une épreuve contre-la-montre de 140 kilomètres qui emprunte notamment les côtes de la vallée de Chevreuse. Jacques Anquetil remporte sa première course internationale de prestige et devance son second Roger Creton de près de sept minutes, en approchant de trente secondes le record de l'épreuve, détenu par le Suisse Hugo Koblet.
En début d'année 1954, Jacques Anquetil est leader de son équipe, lors de Paris-Nice. Il termine à la septième place, en ayant gagné le contre-la-montre entre Cannes et Nice. Il n'obtient pas d'autre victoire importante, malgré de bons résultats. Au Grand Prix des Nations, il est cette fois opposé à Hugo Koblet, son coéquipier chez La Perle, qui abandonne cependant en cours de route. Jacques Anquetil n'est pas pour autant premier à 40 km de l'arrivée : il compte alors deux minutes de retard sur Isaac Vitré et une sur Jean Brankart. Le premier, victime d'une fringale, s'effondre, tandis que le second bat le record de l'épreuve en franchissant la ligne d'arrivée. Jacques Anquetil termine à son tour, peu après Jean Brankart, et fait 23 secondes de mieux que lui. Il améliore ainsi le record du Grand Prix des Nations, approchant la moyenne de 40 km/h. Trois jours après ce succès, il doit commencer son service militaire. Il est envoyé au Centre sportif des forces armées et s'y voit octroyer la possibilité de disputer des courses. Ainsi au Grand Prix de Lugano, il fait mieux que l'année précédente. Au Trophée Baracchi, il est associé à Louison Bobet. Celui-ci, arrivé sur place plusieurs jours auparavant pour préparer le course, est déconcerté et inquiet de voir Jacques Anquetil arriver deux heures avant le départ, en ayant fait le voyage seul en voiture. Ils s'inclinent d'une minute et demie face à Fausto Coppi et Riccardo Filippi.
En 1955, Jacques Anquetil aide André Darrigade à remporter le championnat de France, devant Louison Bobet, en lançant son sprint après avoir refusé de coopérer avec ce dernier pour éliminer les autres concurrents. Au championnat du monde à Frascati, il fait partie d'un groupe de huit échappés à vingt kilomètres de l'arrivée. Il attaque puis voit revenir Raphaël Géminiani et Stan Ockers. Ce dernier s'impose au sprint. En fin de saison, Jacques Anquetil gagne le Grand Prix Martini et le Grand Prix des Nations, en battant le record de ces deux épreuves. Il est le premier coureur à passer la barre de 40 km/h au Grand Prix des Nations.
Le 22 octobre, il tente de battre le record de l'heure au vélodrome Vigorelli de Milan. Après un départ rapide, il perd du terrain et échoue seulement de 623 mètres. En fin d'année, il devient champion de France de poursuite, contre Isaac Vitré qu'il rattrape avant la fin des cinq kilomètres.
Au printemps 1956, il se prépare à une nouvelle tentative de record de l'heure. Entretemps, le record de Fausto Coppi est surévalué. Dans une première tentative, Jacques Anquetil bat le record des vingt kilomètres, est en avance sur Coppi après 30 minutes, puis fatigue et abandonne après 54 minutes de course. Il apparaît que le cadre de son vélo n'est pas adapté à ses mensurations. Quatre jours plus tard, le 29 juin, une nouvelle tentative est organisée, avec un nouveau cadre. Il suit, cette fois, un tableau de marche moins rapide, son entraîneur fixant des repères au bord de la piste. En une demi-heure de course, il a une avance de 22 mètres sur Fausto Coppi. Après 40 minutes, il reçoit de son entraîneur l'autorisation de se lâcher, pour améliorer le record de l'heure de 88 mètres, passant la barre des 46 kilomètres. En fin de saison, il gagne à nouveau le Grand Prix des Nations, puis est libéré de ses obligations militaires.

### Premier Tour de France (1957)

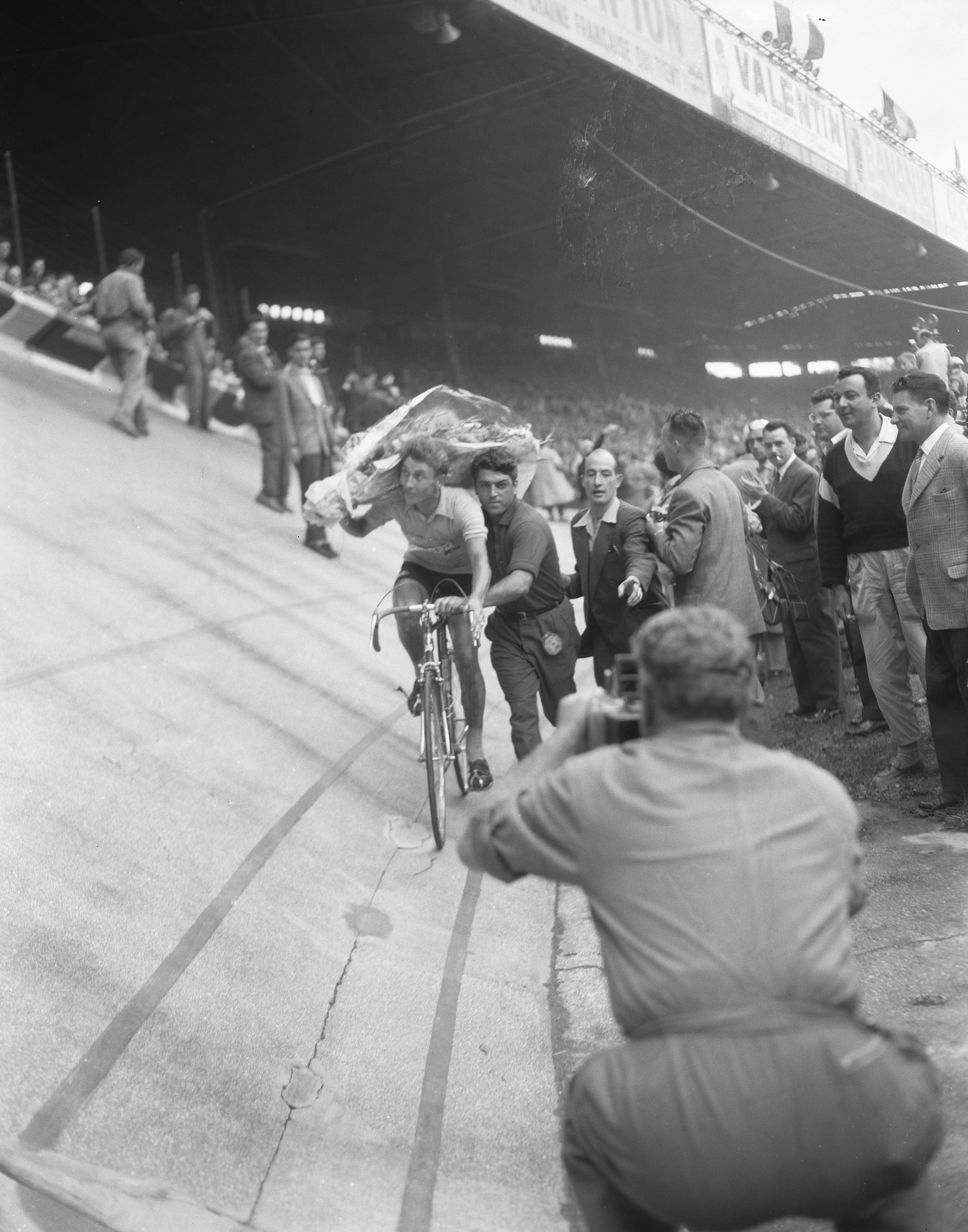
Jacques Anquetil au parc des Princes à l'arrivée du Tour de France 1957.

En début d'année 1957, Jacques Anquetil remporte Paris-Nice, sa première grande course par étapes. Il y revêt le maillot blanc en gagnant le contre-la-montre. Avec ce succès, il s'affirme comme le nouveau rival de Louison Bobet, vedette du cyclisme français, qu'il bat pour la première fois.
La composition de l'équipe de France pour le Tour de France suscite la polémique en ce début d'année. Ni Louison Bobet, qui souhaite cette année-là réaliser le doublé Giro-Tour, ni Jacques Anquetil ne souhaitent courir dans la même équipe. Ce dernier menace même Marcel Bidot, le sélectionneur de l'équipe de France, de s'aligner au sein d'une équipe régionale. Il reçoit l'appui d'André Darrigade qui entretient un contentieux avec Louison Bobet. Battu par Gastone Nencini sur le Tour d'Italie, Louison Bobet renonce finalement à la « grande boucle », ne s'estimant pas assez préparé pour courir coup sur coup deux épreuves aussi importantes. En son absence, l'équipe de France part sans leader désigné : Jacques Anquetil n'est pas considéré comme un favori et doit encore faire ses preuves sur une course par étapes aussi longue.
L'équipe de France est en réussite en début de Tour. André Darrigade et René Privat gagnent les deux premières étapes et portent tour à tour le maillot jaune. Jacques Anquetil gagne à Rouen, puis prend le maillot jaune à Charleroi, où gagne Gilbert Bauvin. Lors de la huitième étape, Jean Forestier prend le maillot jaune avec 14 minutes d'avance sur Jacques Anquetil, désormais quatrième. Alors que Charly Gaul, vainqueur du Tour d'Italie, avait déjà abandonné, un autre favori, Federico Bahamontes, abandonne à son tour le lendemain. Ce jour-là, entre Besançon et Thonon, Jacques Anquetil livre un « récital », rattrapant un groupe d'échappés pour gagner et revenir au classement général à la deuxième place, à deux minutes de Jean Forestier,. À Briançon, où Gastone Nencini s'impose, Jacques Anquetil retrouve le maillot jaune. Retardé par une crevaison et un problème de dérailleur avant l'ascension du col du Galibier, il refait une partie de son retard dans la montée et dans la descente. Il démontre avec cette étape qu'il sait grimper et s'affirme comme le leader de l'équipe de France. Marcel Bidot maintient néanmoins sa tactique avec plusieurs leaders et cherche à placer davantage de Français dans les premières places du classement général, ce qu'il réussit avec Gilbert Bauvin et François Mahé. Cependant, avec eux, d'autres adversaires se rapprochent au classement, forçant Anquetil à travailler durant les étapes de transition. Il finit par exiger et obtenir que l'équipe de France se mette à son service.
Il domine aisément le contre-la-montre disputé sur le circuit de Montjuïc à Barcelone et conforte son avance au classement général. En difficulté dans la première étape des Pyrénées, il est bien aidé par ses équipiers. Lors de l'étape Saint-Gaudens-Pau, Jan Adriaensens, Marcel Janssens et Gastone Nencini attaquent, et ce dernier s'impose. À l'exception de Jacques Anquetil, l'équipe de France perd pied. Il résiste dans le Tourmalet et l'Aubisque, et arrive avec deux minutes et demie de retard. Il compte toutefois neuf minutes d'avance au classement général et ne semble pas pouvoir être rejoint. Marcel Bidot, directeur de l'équipe de France, insiste sur ce point à la fin de l'étape : « Je pense qu'il a gagné le Tour aujourd'hui dans la mesure où il a su ne pas le perdre. Il a prouvé, en tout cas, qu'il avait l'étoffe d'un grand routier et d'un vainqueur en puissance. » Il écrase le contre-la-montre entre Bordeaux et Libourne, malgré une crevaison, et s'impose avec plus de deux minutes d'avance sur le second Nino Defilippis et huit minutes d'avance sur Jan Adriaensens. Il remporte ce Tour avec près de 15 minutes d'avance et en ayant gagné quatre étapes. L'équipe de France remporte le classement par équipes, Jean Forestier le maillot vert, et tous reçoivent une ovation au parc des Princes.

### Anquetil déçoit (1958)
En 1958, l'objectif de Jacques Anquetil est de gagner une classique pour montrer qu'il est capable de s'imposer sur d'autres épreuves que les contre-la-montre. Lors de Paris-Roubaix, il durcit la course et participe à une échappée de quinze coureurs partie en début de course. Le groupe de tête doit faire face à un fort vent défavorable et perd peu à peu des unités. À 25 km de l'arrivée, ils ne sont plus que cinq échappés et leur avance n'est que d'une minute sur le peloton des favoris. Jacques Anquetil est victime d'une crevaison, mais revient rapidement sur les coureurs qui l'accompagnaient. Rattrapé à trois kilomètres de l'arrivée avec ses compagnons, il finit quatorzième. Déçu, il renonce aux classiques, qu'il considère comme des « loteries ».

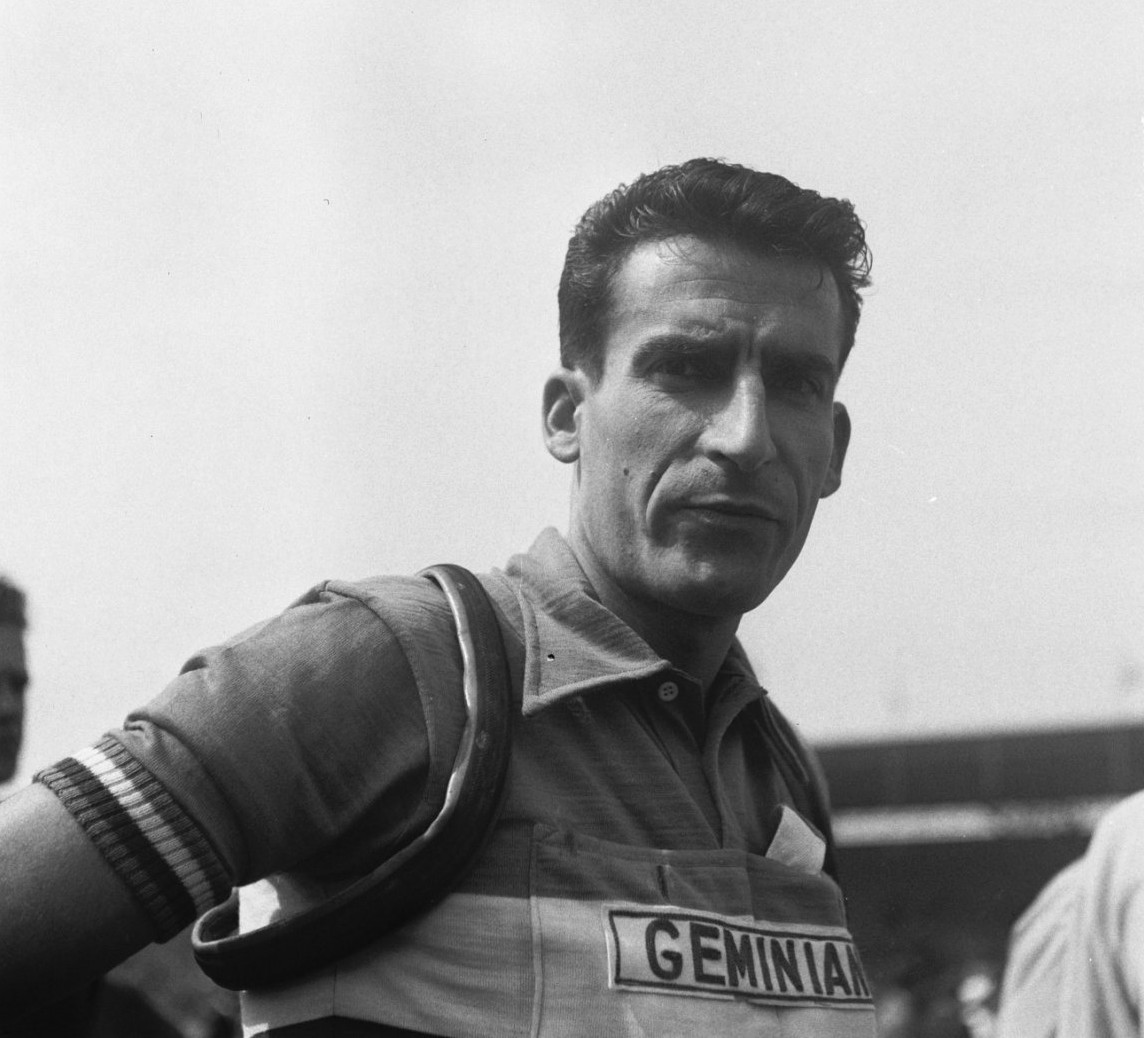
Raphaël Géminiani en 1954.

Au Tour de France, Louison Bobet et Jacques Anquetil acceptent de courir ensemble en équipe de France, mais ce dernier exige que Raphaël Géminiani, fidèle équipier de Louison Bobet, n'en fasse pas partie. Raphaël Géminiani décide de prendre la tête d'une équipe régionale Centre-Midi et de mener la vie dure à l'équipe de France. Dès la première étape, Jacques Anquetil est victime d'une chute sans gravité à la sortie de Malines. Les différents observateurs, doutant de sa forme, lui reprochent également de ne pas courir à l'avant du peloton lors des premiers jours de course. Il fait preuve de négligence lors du contre-la-montre disputé autour de Châteaulin : renseigné de l'avance qu'il possède sur le Belge Jean Brankart, Jacques Anquetil pense alors qu'il est en tête, n'imaginant pas que le grimpeur luxembourgeois Charly Gaul puisse le battre sur ce terrain. Cette contre-performance alimente d'autant plus les rumeurs sur son état de forme. Raphaël Géminiani prend le maillot jaune à Pau, après deux semaines de course, tandis que la division règne dans l'équipe de France, dont les leaders sont à la peine. Jacques Anquetil soupçonne Louison Bobet d'être complice de Raphaël Géminiani. Pour espérer gagner le Tour, il doit reprendre du temps dans la dernière étape des Alpes, entre Briançon et Aix-les-Bains. Il attaque le maillot jaune dans l'ascension du col Luitel et tente de s'en aller seul dans la descente, mais il est repris au début du col de Porte, puis irrémédiablement lâché. Charly Gaul s'envole vers la victoire durant cette étape. Atteint d'une congestion pulmonaire, Jacques Anquetil abandonne le lendemain, à l'arrivée à Besançon,.
En septembre, il obtient trois victoires en contre-la-montre, au Grand Prix de Genève, au Grand Prix des Nations pour la sixième fois, et au Grand Prix de Lugano. Malgré ces succès, la popularité de Jacques Anquetil s'est tassée durant cette saison, au cours de laquelle il n'a pas confirmé les espoirs placés en lui un an plus tôt.

### Podium sur le Giro et le Tour (1959)
En début d'année, Raphaël Géminiani et Roger Rivière proposent à Marcel Bidot une « entente des quatre grands » du cyclisme français lors du Tour de France. Mis devant le fait accompli, Jacques Anquetil et Louison Bobet acceptent, non sans préciser qu'ils s'y estiment contraints. Cet accord de principe vole cependant en éclats lors d'une discussion entre les quatre coureurs.
La première course où ils s'affrontent est Paris-Nice-Rome, où ils se neutralisent, s'impressionnent, mais ne cherchent pas à gagner. Jacques Anquetil remporte le contre-la-montre avec une seconde d'avance sur Roger Rivière et termine onzième du classement général. D'autres courses connaissent un scénario semblable en début de saison. Jacques Anquetil gagne les Quatre Jours de Dunkerque grâce au contre-la-montre. Il dispute le Tour d'Italie, où il est leader de l'équipe Helyett-Leroux. Il prend le maillot rose le deuxième jour, en gagnant un contre-la-montre, puis le cède à Charly Gaul dans les Apennins. Celui-ci accroît son avance lors d'un contre-la-montre sur le Vésuve. Durant la dernière semaine, Jacques Anquetil renverse la situation. Lors de la quinzième étape, distançant son rival dans la dernière descente, il reprend le maillot rose. En gagnant le contre-la-montre entre Turin et Suse (19e étape), il accroît son avance de deux minutes. Cependant, lors de l'avant-dernière étape, longue de près de 300 km, Charly Gaul s'échappe dans le col du Petit-Saint-Bernard. Jacques Anquetil ne le reverra plus. Il arrive à Courmayeur avec dix minutes de retard et perd ce Giro, terminant deuxième du classement général.

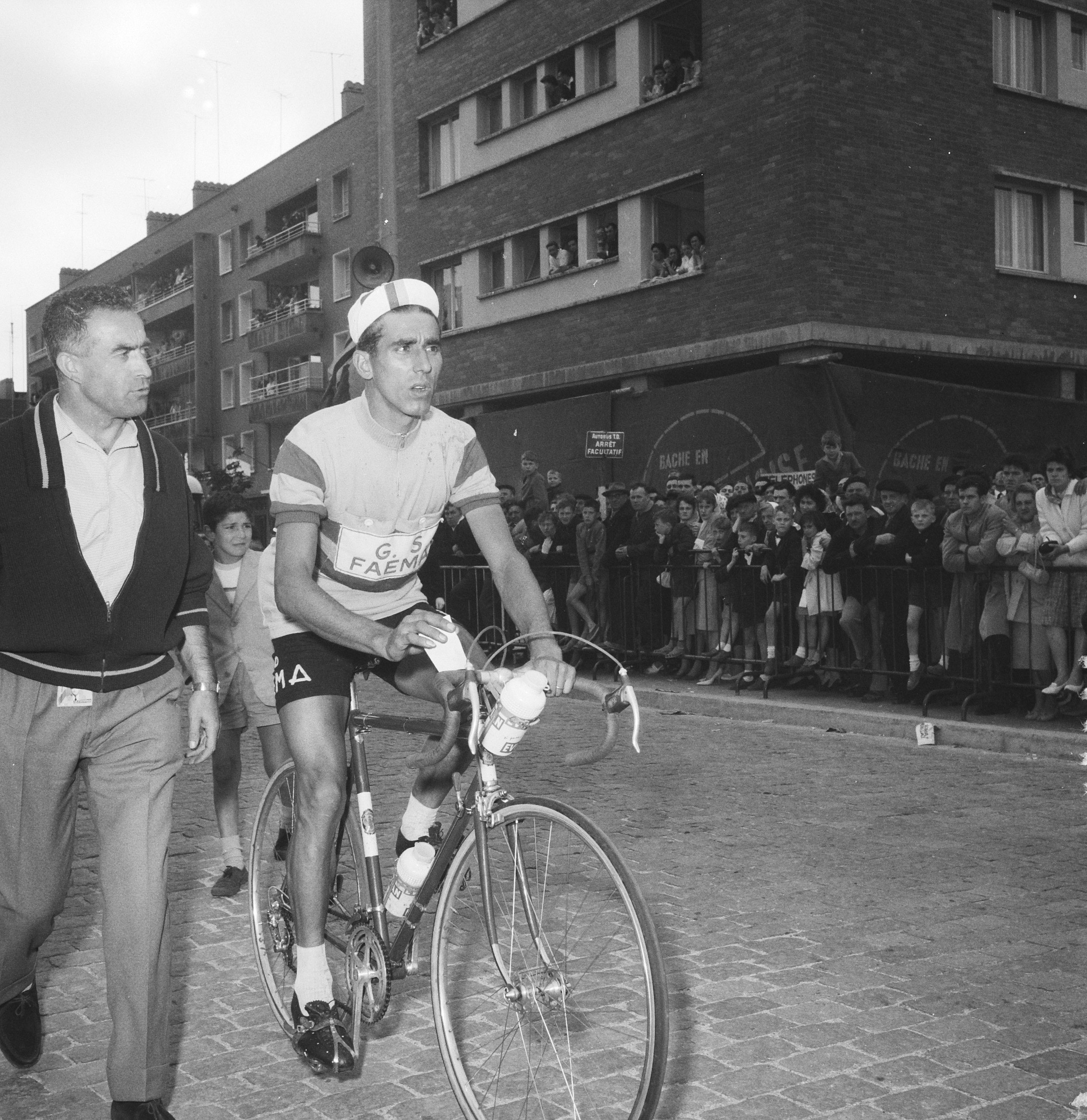
Federico Bahamontes, ici en 1960, vainqueur du Tour de France 1959.

Le Tour de France approchant, Marcel Bidot réunit à nouveau les « quatre grands » en juin et en ressort avec un accord que personne ne croit tenable. Le Tour démarre mal pour Jacques Anquetil, car il se brouille avec son ami André Darrigade. Ce dernier, échappé en compagnie, notamment, de Federico Bahamontes, ne digère pas, malgré la victoire d'étape, qu'Anquetil ait fait accélérer le peloton pour essayer de le rattraper. Lors de la sixième étape, Roger Rivière s'impose contre la montre devant Ercole Baldini et Jacques Anquetil. Entre Albi et Aurillac, Jacques Anquetil suit une attaque d'Ercole Baldini, avec Federico Bahamontes, Henry Anglade, formant un groupe de dix coureurs. Malgré la poursuite menée par Charly Gaul, leur avance augmente. Louison Bobet décide alors de rompre le pacte des « quatre ». Il attaque à cent kilomètres de l'arrivée. Victime d'une défaillance, il est repris et distancé par le peloton. Charly Gaul est défaillant à son tour. Aidé par Jos Hoevenaers, Roger Rivière limite la casse et perd quatre minutes, tandis que Louison Bobet et Charly Gaul sont relégués à vingt minutes. Un nouveau rival fait son apparition : Henry Anglade, membre de l'équipe régionale Centre-Midi, désormais deuxième du classement général et qui gagne l'étape. Lors du contre-la-montre du puy de Dôme, remporté par Federico Bahamontes, Henry Anglade est troisième et devance Roger Rivière et Jacques Anquetil. Bahamontes s'empare du maillot jaune à Grenoble, après une attaque menée avec Charly Gaul. Le lendemain, alors que le leader espagnol a perdu du terrain en descente, Jacques Anquetil et Roger Rivière ne s'entendent pas et ne coopèrent pas avec Henry Anglade et Ercole Baldini, permettant le retour de Federico Bahamontes. Plus loin dans cette étape, ils aident même ce dernier à rattraper Anglade, et ainsi à gagner le Tour. Ils scellent par cette action leur propre défaite, au grand désarroi de Marcel Bidot. Au contre-la-montre de Dijon, Roger Rivière bat Jacques Anquetil avec une minute et demie d'avance sur ce dernier, qui s'assure néanmoins la troisième place du classement général, derrière Federico Bahamontes et Henry Anglade. À l'arrivée au parc des Princes, l'équipe de France est huée par le public. La popularité de Jacques Anquetil et Roger Rivière en prend un coup.
En fin de saison, Jacques Anquetil gagne le Grand Prix Martini et le Grand Prix de Lugano. En décembre, il participe à un critérium et à un safari en Haute-Volta. Ce voyage est fatal à Fausto Coppi, qui en revient avec un paludisme mal diagnostiqué et meurt en janvier 1960.

### Première victoire sur le Giro (1960)

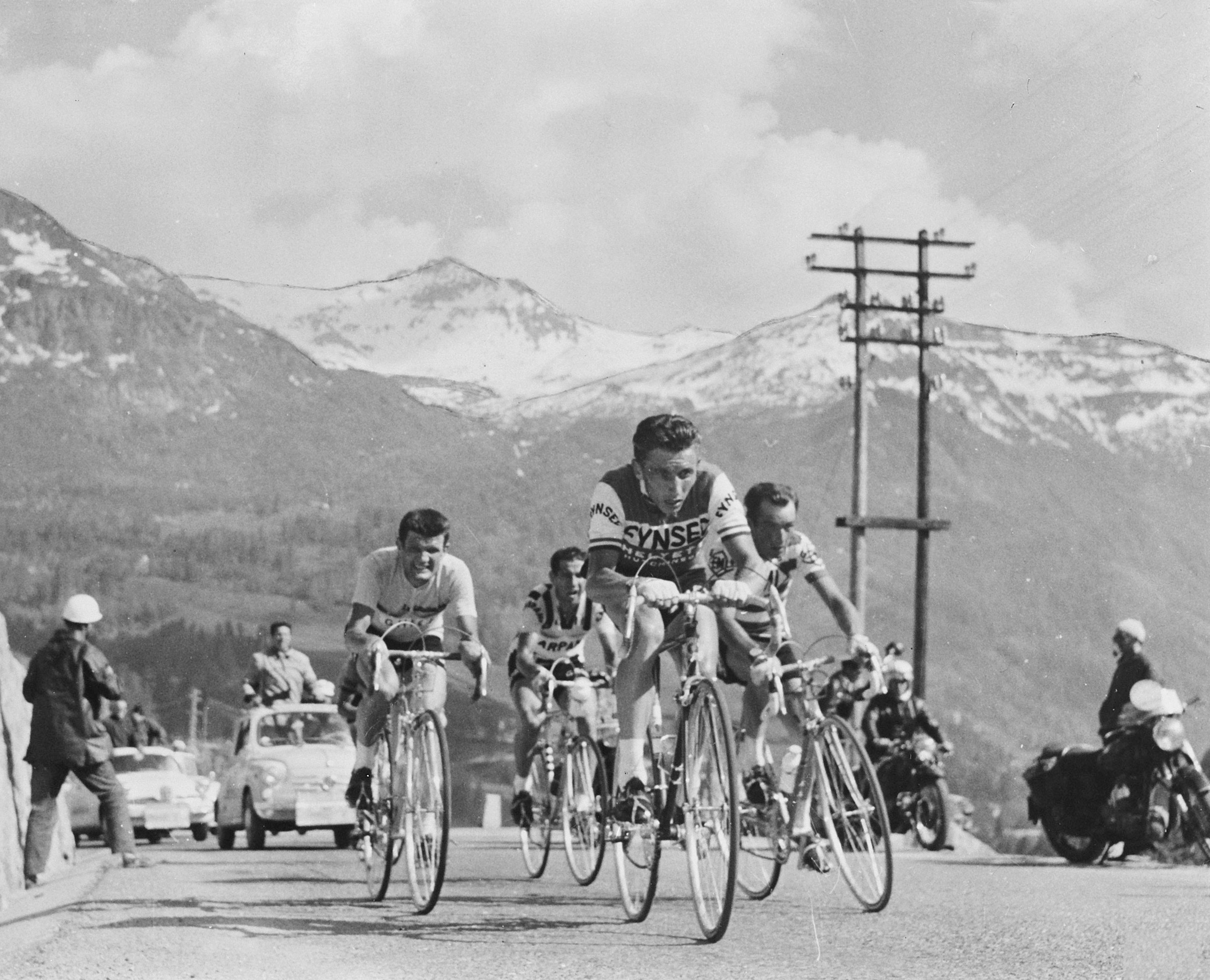
Jacques Anquetil suivi par Charly Gaul, Jos Hoevenaars et Gastone Nencini sur le Tour d'Italie 1960.

Après deux années sans victoire dans une grande course par étapes et alors que Rivière fait ses preuves dans les contre-la-montre, l'étoile de Jacques Anquetil semble pâlir au début de la saison 1960. Ne souhaitant pas partager le leadership de l'équipe de France avec Rivière, il fait du Tour d'Italie son principal objectif de l'année 1960. 
Lors du contre-la-montre par équipes de la deuxième étape de Paris-Nice, Anquetil, victime d'ennuis mécaniques, est distancé par ses coéquipiers et perd quatre minutes et demie sur ses principaux adversaires. Deux jours plus tard, une large échappée se détache et l'équipe d'Anquetil décide de ne pas organiser de poursuite. Cela permet au groupe de tête de terminer avec plus de 23 minutes d'avance sur le peloton, rendant pratiquement impossible pour quiconque n'étant pas dans le peloton de se battre pour la victoire finale. La mauvaise forme d'Anquetil se manifeste encore plus lorsqu'il ne termine que quatrième du contre-la-montre de la sixième étape et abandonne le lendemain. Il termine ensuite troisième du Critérium national, puis huitième de Paris-Roubaix et du Tour de Romandie.
Lors du premier contre-la-montre du Tour d'Italie, il se classe deuxième à six secondes de Romeo Venturelli, mais profite ensuite d'une échappée à laquelle il participe lors de la troisième étape pour prendre la tête du classement général. Il cède ensuite le maillot rose à Jos Hoevenaers à l'issue de la sixième étape. Lors de la quatorzième étape, le plus long contre-la-montre de la course disputé sur un parcours vallonné de 68 km, il s'impose à une vitesse moyenne de 45,4 km/h, réalisant « l'une des plus belles courses en solitaire de sa carrière ». Il prend le maillot rose avec quatre minutes d'avance sur Gastone Nencini et ses principaux adversaires pour le classement général perdent plus de six minutes. Sa vitesse est si rapide que si les organisateurs avaient appliqué les règles habituelles, 70 coureurs auraient été mis hors-délais. Finalement, les règles sont assouplies et seuls deux coureurs sont éliminés. Avant les dernières étapes de montagne, Anquetil devance Gastone Nencini de 3 minutes et 40 secondes, tandis que Charly Gaul est cinquième position à plus de 7 minutes. La vingtième étape comprend le col de Gavia pour la première fois dans l'histoire de la course. Si Gaul remporte l'étape en solitaire, Anquetil tente à plusieurs reprises de décrocher Nencini, mais sans succès. Celui-ci compte non seulement sur ses jambes dans cette ascension, mais aussi sur l'aide de dizaines de tifosi qui le poussent tout au long de la montée, sans pratiquement avoir besoin de pédaler. Au sommet du Gavia, Nencini possède un avantage de quinze secondes sur Anquetil qui a crevé. Il parvient à creuser l'écart dans la descente dangereuse où Anquetil subit d'autres crevaisons et trois changements de vélo, mettant en danger son maillot rose. Il fait équipe avec Agostino Coletto pour l'aider dans la poursuite, afin de limiter ses pertes. À l'arrivée à Bormio, Anquetil ne perd que 2 minutes et 34 secondes sur Nencini et conserve le maillot rose pour 28 secondes. Il devient ainsi le premier Français à gagner le Tour d'Italie.
Alors que Marcel Bidot espère que Henry Anglade, Roger Rivière et Jacques Anquetil emmènent son équipe de France, ce dernier décide de ne pas disputer le Tour de France : « à supposer qu'après le Giro je gagne le Tour 1960, que me demandera-t-on l'an prochain ? J'aime mieux doser mes effets. » Ce choix et la raison invoquée inspirent à Antoine Blondin la formule « gérant de la route », en référence aux « géants de la route ». Ce Tour de France est remporté par Gastone Nencini et voit la carrière de Roger Rivière se briser. Dans la descente du col de Perjuret, il manque un virage et bascule dans le ravin. Touché à la colonne vertébrale, il ne pourra plus remonter sur un vélo. La grande rivalité avec Anquetil prend alors fin brutalement. Paul Howard écrira plus tard qu'avec l'accident de Rivière « à la fin de 1960, Anquetil était temporairement libéré d'un adversaire sérieux, du moins dans les cercles cyclistes français ».
Aux  championnat du monde en Allemagne de l'Est, Anquetil arrive avec peu de préparation, mais parvient tout de même à terminer neuvième. Une autre bonne performance contre-la-montre suit au Grand Prix de Lugano, où il est si rapide que Gilbert Desmet, deuxième, doit sa position au fait qu'Anquetil le dépasse et qu'il parvient à le suivre jusqu'à l'arrivée. Il enchaîne avec une autre victoire au Critérium des As, battant le record de vitesse de la course après avoir attaqué au dixième kilomètre.

### Période de domination sur le Tour de France (1961-1964)

#### 1961: Anquetil reconquiert le maillot jaune
Après la fin de carrière dramatique de Roger Rivière et les retraites de Raphaël Géminiani et Louison Bobet, Jacques Anquetil apparaît comme le seul « grand » du cyclisme français, au début de l'année 1961. Pour cette saison, il fait de Paris-Nice, du Tour d'Italie et du Tour de France, ses objectifs. Il gagne d'abord Paris-Nice. Présent dans un groupe d'échappés dans la première étape, il s'assure la victoire en gagnant le contre-la-montre. Deux semaines plus tard, il remporte le Critérium national en débordant le peloton en fin de parcours. Il devance André Darrigade, qui a quitté son équipe à l'intersaison. C'est la première victoire de Jacques Anquetil lors d'une course en ligne alors qu'il est dans sa huitième année professionnelle. À la mi-avril, il est battu de peu, lors de la montée du mont Faron, par Raymond Poulidor et Federico Bahamontes. Récent vainqueur de Milan-San Remo, Raymond Poulidor semble devenir un adversaire à la mesure de Jacques Anquetil.
Au Giro, Anquetil a pour principaux adversaires Federico Bahamontes et Charly Gaul. Il prend le maillot rose en gagnant un contre-la-montre. Cependant, « obnubilé par la surveillance qu'il exerce sur Gaul et Van Looy », il laisse un second couteau, Arnaldo Pambianco, remonter au classement général. Celui-ci s'empare du maillot rose à l'issue de la quatorzième étape. L'étape-reine de ce tour, l'avant-dernière, est rabotée à cause de la neige : le passage par le col de Gavia est supprimé. Arnaldo Pambianco conserve la première place et gagne le Giro, devant Jacques Anquetil.
Au Tour de France, Jacques Anquetil obtient enfin le statut de leader unique qu'il demandait depuis plusieurs années. Marcel Bidot le lui offre en renonçant à sélectionner Raymond Poulidor, dont le directeur sportif exige un statut égal à celui d'Anquetil. Espérant reconquérir le public, Jacques Anquetil annonce viser un exploit : prendre le maillot jaune le premier jour et le conserver toute la course. Cette ambition est cependant vue comme une marque de prétention de sa part. Présent dans l'échappée victorieuse de la première demi-étape, il prend déjà cinq minutes d'avance sur Charly Gaul. L'après-midi, il s'impose contre la montre et prend le maillot jaune, comme il l'avait annoncé. Le deuxième du classement général est à cinq minutes. Marcel Bidot décide alors de cadenasser la course pour assurer la victoire. L'équipe de France y parvient, de sorte qu'en montagne les adversaires de Jacques Anquetil sont résignés. La grande étape pyrénéenne est même remportée par un sprinter. Le spectacle offert est ennuyeux et manque de panache. Jacques Goddet titre dans L'Équipe : « Les nains de la route ». Alors qu'il réalise un exploit unique, Jacques Anquetil reçoit un accueil mitigé au parc des Princes pour sa deuxième victoire dans le Tour de France.
En fin de saison, il s'aligne une septième fois au Grand Prix des Nations, qu'il remporte. À une vitesse moyenne de 43,59 km/h, il bat nettement son record sur ce parcours de cent kilomètres, établi en 1958. Cette victoire lui assure la première place au Superprestige Pernod, récompensant le meilleur coureur de la saison. Il y devance Rik Van Looy et Raymond Poulidor, présentés comme ses principaux adversaires pour la saison et le Tour de France à venir.

#### 1962: troisième victoire sur le Tour
Durant l'intersaison 1961-1962, les équipes françaises connaissent un jeu de « chaises musicales ». L'équipe de Jacques Anquetil est toujours dirigée par Paul Wiegant. Elle est désormais appelée Helyett-Saint-Raphaël, et Raphaël Géminiani devient l'adjoint de Paul Wiegant, ce qui n'enchante pas Jacques Anquetil. Après un début d'année décevant, Paul Wiegant est évincé et remplacé par Raphaël Géminiani.
L'équipe a notamment recruté le coureur allemand Rudi Altig, censé avoir un rôle complémentaire de Jacques Anquetil en se concentrant sur les classiques. Bon rouleur, il est toutefois un rival potentiel pour ce dernier, au sein même de l'équipe. Après un début d'année terne, Jacques Anquetil prend le départ du Tour d'Espagne fin avril, première « étape » de son objectif de la saison : le doublé Vuelta-Tour. Rudi Altig y joue rapidement les premiers rôles : comme cela lui a été demandé, il est vainqueur d'étape, dès le deuxième jour, et grâce aux bonifications revêt le maillot amarillo. C'est toute l'équipe Helyett-Saint-Raphaël qui domine la course, remportant treize étapes. Jacques Anquetil reste toutefois discret. Raphaël Géminiani tente en vain de le convaincre d'attaquer pour prendre la première place du classement général lors de l'antépénultième étape, un contre-la-montre. Ce jour-là, Jacques Anquetil est battu d'une seconde par Rudi Altig. Il est devancé de cinq minutes par ce dernier au classement général. Ne se satisfaisant pas de cette place de dauphin, il quitte la Vuelta le lendemain, à la veille de l'arrivée.
L'équipe Helyett-Saint-Raphaël connaît une situation tendue. Jacques Anquetil accepte mal le succès de Rudi Altig et conteste l'autorité de Raphaël Géminiani. Celui-ci parvient toutefois à obtenir son adhésion en lui assurant une place de leader unique pour le Tour de France. Malade depuis le début de l'année, Jacques Anquetil n'est cependant pas encore sûr de pouvoir participer. Le Critérium du Dauphiné libéré, « calvaire » terminé à 17 minutes du vainqueur, achève de le convaincre de participer.

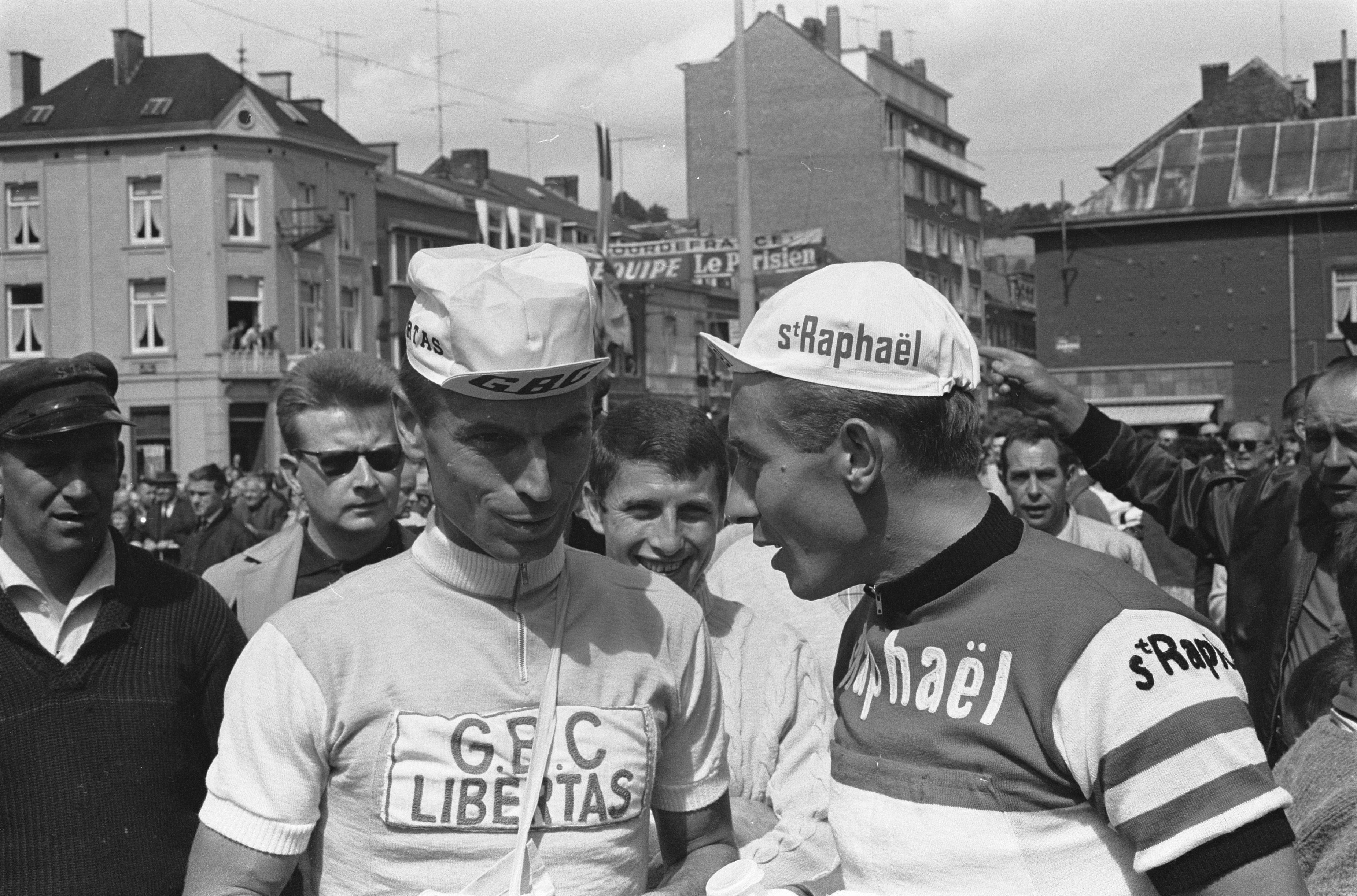
Anquetil (à droite) et Rik Van Looy discutent avant le départ de la 5e étape du Tour de France 1963 à Rouen.

Le Tour ayant abandonné les équipes nationales, c'est à la tête de l'équipe Helyett-Saint-Raphaël que Jacques Anquetil est au départ, à Nancy. Rudi Altig est à ses côtés, avec un rôle d'équipier et l'objectif de remporter le maillot vert. Les deux adversaires annoncés d'Anquetil sont vite écartés : Raymond Poulidor se fracture le poignet en tombant à l'entraînement avant le Tour et Rik Van Looy, qui a chuté en course, abandonne à mi-Tour. Enfin le risque qu'Altig soit un rival au classement général disparaît dans les Pyrénées. Durant cette première moitié de course, Anquetil gagne le contre-la-montre à La Rochelle. Au sortir des Pyrénées, le Belge Joseph Planckaert est porteur du maillot jaune. Les rivaux d'Anquetil ne tentent rien dans les Alpes ; seul Raymond Poulidor, qui a récupéré de sa blessure, anime la course en gagnant à Aix-les-Bains. Anquetil prend le maillot jaune à deux jours de l'arrivée en gagnant le contre-la-montre Bourgoin-Lyon. Il y devance Ercole Baldini et Raymond Poulidor, ce dernier parti avant lui et qu'il dépasse à mi-course. Avec ce troisième tour remporté, Jacques Anquetil égale le record de victoire de Philippe Thys et Louison Bobet. C'est cependant Raymond Poulidor qui suscite l'enthousiasme du parc des Princes, bien plus que le vainqueur lui-même.
En novembre, Jacques Anquetil est associé à Rudi Altig pour tenter de gagner le Trophée Baracchi. Toujours malade, il prend le départ affaibli. Après un bon départ, il lui devient difficile de suivre son partenaire du jour, forcé de l'attendre. Il s'accroche mais ne passe plus de relais, et est tellement épuisé qu'il ne peut éviter des barrières à l'arrivée. La paire parvient néanmoins à gagner le Trophée, pour neuf secondes, mais c'est Rudi Altig seul qui effectue le tour d'honneur.

#### 1963: doublé Tour d'Espagne-Tour de France
En 1963, l'équipe change de nom et devient Saint-Raphaël-Gitane. Lors de Paris-Nice, Rudi Altig gagne la deuxième étape et prend la tête du classement général, puis gagne la cinquième étape. Au contre-la-montre, il ne s'incline que de deux secondes face à Jacques Anquetil et garde la première place du classement général, devant ce dernier. L'équipe est à nouveau en crise, Jacques Anquetil estimant pâtir de la liberté laissée à Rudi Altig. Il faut à nouveau préciser le rôle de chacun et obtenir leur engagement mutuel. Lors de l'avant-dernière étape, Jacques Anquetil attaque, sans que Rudi Altig ne réagisse, et termine dans un groupe d'échappés. Il remporte grâce à cela ce Paris-Nice. Lors de Milan-San Remo cependant, Jacques Anquetil ne rend pas la pareille à Rudi Altig : il le laisse, furieux, poursuivre seul une échappée et quitte la course. Malade et blessé, Rudi Altig est absent des grandes courses par étapes de la saison qui sont les objectifs de Jacques Anquetil.
Durant le Tour d'Espagne, Jacques Anquetil gagne en contre-la-montre à Gijón le premier jour puis contrôle la course. L'équipe gagne plusieurs étapes. Jacques Anquetil est toutefois victime d'une intoxication alimentaire au cours de la course. Il s'incline en contre-la-montre face à Miguel Pacheco. Il est néanmoins rétabli le lendemain et participe au travail d'équipe qui aboutit à la victoire d'étape de Seamus Elliott. Il gagne la Vuelta en réalisant le même exploit qu'au Tour de France : porter le maillot de leader de bout en bout. Il devient surtout le premier coureur à avoir gagné les trois grands tours.
Il gagne ensuite le Dauphiné libéré, avec une victoire d'étape en contre-la-montre. Encore malade, il annonce renoncer au Tour de France. Malgré l'avis négatif des médecins, il cède à la pression de son équipe, des sponsors et du public et se décide à participer. Au championnat de France, Jacques Anquetil et Raymond Poulidor, annoncés comme rivaux du Tour à venir, se neutralisent, permettant à Jean Stablinski, fidèle équipier de Jacques Anquetil, de s'imposer.
Au Tour de France, l'organisation rend le parcours moins aisé pour Jacques Anquetil : contre-la-montre plus courts, arrivées plus proches des sommets. Il s'impose contre la montre à Angers, mais Raymond Poulidor n'est pas loin. Lors de l'étape pyrénéenne, Jacques Anquetil règle un groupe de cinq coureurs au sprint à Bagnères. C'est sa première victoire dans une étape de montagne du Tour. Le peloton est « assommé ». Dans les Alpes, Federico Bahamontes attaque au col de Porte et gagne la quinzième étape avec trois minutes d'avance. Jacques Anquetil a d'abord mené la poursuite, avant de se raviser en constatant que personne ne le relayait. Le lendemain, Gilbert Desmet, maillot jaune, perd neuf minutes. Federico Bahamontes prend la première place du classement général, devant Jacques Anquetil, à trois secondes. Raymond Poulidor, qui compte trois minutes de retard, doit attaquer dans l'étape suivante pour pouvoir espérer gagner ce Tour. Il s'y emploie dans l'ascension du col du Grand-Saint-Bernard, mais affronte un vent de face. Il est repris et perd huit minutes. Jacques Anquetil gagne cette étape alpestre à Chamonix et prend le maillot jaune. Il n'est plus menacé et assoit sa victoire en remportant le contre-la-montre à Besançon deux jours plus tard. Avec ce quatrième succès, il établit un nouveau record de victoires sur le Tour de France. Il s'est en outre imposé avec la manière, gagnant deux étapes de montagne, et c'est, cette fois sous les acclamations du public, qu'il arrive au parc des Princes.
Raymond Poulidor, décevant lors de ce Tour et sifflé à l'arrivée, souhaite rééquilibrer son statut et sa popularité face à Jacques Anquetil et le défie ainsi au Grand Prix des Nations et au Grand Prix de Lugano. Il gagne ces deux courses, approchant d'une demi-minute le record de son rival à Lugano. En fin de saison, les deux hommes sont associés au Trophée Baracchi. Pour la cinquième fois, Jacques Anquetil est deuxième de cette course, en ayant laissé Raymond Poulidor effectuer l'essentiel du travail. Ils sont devancés de neuf secondes par Joseph Velly et Joseph Novales. Pour la deuxième fois, Jacques Anquetil est no 1 mondial à l'issue de la saison.

#### 1964: doublé Tour d'Italie-Tour de France

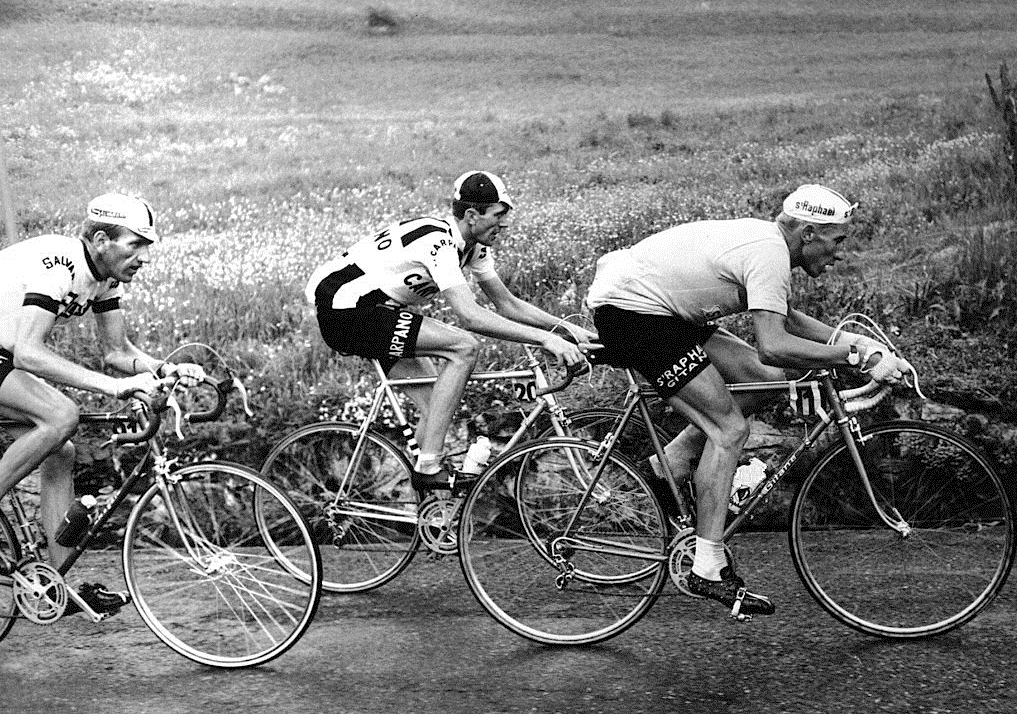
Vittorio Adorni et Italo Zilioli dans la roue de Jacques Anquetil sur le Tour d'Italie 1964.

Le 21 mars, Jacques Anquetil remporte sa première course d'un jour, la classique Gand-Wevelgem, ce qui en fait le premier Français vainqueur de cette épreuve.
Au Tour d'Italie, Jacques Anquetil revêt le maillot rose en gagnant la sixième étape, le seul contre-la-montre de cette édition, parcourant les 50 kilomètres à une moyenne de 48 km/h. Durant les deux semaines de course restant, il résiste « aux assauts des coureurs italiens… et des organisateurs », ces derniers tentant par exemple d'empêcher le véhicule de Raphaël Géminiani de rejoindre son coureur lorsqu'il participe à une échappée. Il gagne ce Giro, avec moins d'une minute et demie d'avance sur Italo Zilioli.
Au Tour de France, Jacques Anquetil et Raymond Poulidor se livrent une « lutte acharnée » , donnant lieu à un « chassé-croisé » au classement général jusqu'aux Pyrénées. Dans les Pyrénées, Jacques Anquetil est en difficulté dans l'ascension du port d'Envalira, comptant 4 minutes de retard au sommet. Se sentant mieux dans la descente, il refait une partie de son retard, rejoint le groupe du maillot jaune Georges Groussard et rattrape avec lui les échappés, dont Raymond Poulidor. En changeant de vélo, ce dernier chute, car poussé maladroitement par son mécanicien. Retardé, il concède deux minutes à Anquetil. Le lendemain, il gagne en solitaire à Luchon et revient à neuf secondes de Jacques Anquetil. Lors de la grande étape pyrénéenne Luchon-Pau, ce dernier assure la poursuite de Federico Bahamontes, qui gagne, emmenant Raymond Poulidor derrière lui. Durant la 17e étape, courue contre la montre, Raymond Poulidor est victime d'une crevaison. Son mécanicien tombe avec le vélo, dont il faut redresser le guidon. Jacques Anquetil gagne avec 37 secondes d'avance et s'empare du maillot jaune. Raymond Poulidor est deuxième, à 57 secondes. Une ambiance tendue se développe au sein de la course et en dehors, entre « anquetilistes » et « poulidoristes ».
Vient l'étape Brive-Clermont-Ferrand, « étape de légende », se terminant sur les pentes du puy de Dôme. Jacques Anquetil et Raymond Poulidor y sont au coude à coude pendant trois kilomètres. À un kilomètre de l'arrivée, Jacques Anquetil perd du terrain, épuisé. Il arrive  au sommet 42 secondes après Raymond Poulidor, conservant ainsi une avance de 14 secondes au classement général. Le Tour se termine par un contre-la-montre entre Versailles et Paris. Jacques Anquetil s'y impose et s'assure ainsi de la victoire finale. Il est le premier coureur à gagner cinq fois le Tour. Comme Fausto Coppi, il réalise un doublé Giro-Tour la même année. Jacques Anquetil et Raymond Poulidor effectuent ensemble un tour d'honneur du parc des Princes.

### Exploits sur le Dauphiné libéré et Bordeaux-Paris (1965)
En 1965, Jacques Anquetil décide de ne participer à aucun grand tour. Raphaël Géminiani cherche un « exploit de légende » afin de marquer les esprits des détracteurs de son coureur. Il parvient à le convaincre de tenter un doublé Dauphiné libéré-Bordeaux-Paris. Ce projet paraît fou car Bordeaux-Paris, marathon du cyclisme avec ses six cents km, part de Bordeaux la nuit à 1 h 50, soit huit heures seulement après l'arrivée du Dauphiné libéré à Avignon. Les organisateurs des deux courses y sont d'abord opposés, chacun craignant pour la renommée ou l'intérêt de leur compétition. Le programme de Jacques Anquetil en vue de cet exploit lui permet de se montrer à son avantage : en mars, il gagne Paris-Nice et le Critérium national, puis en mai, il s'impose au mont Faron.
Au Critérium du Dauphiné libéré, Raymond Poulidor, revanchard après avoir dû s'incliner à la Vuelta face à son coéquipier Rolf Wolfshohl, est le principal adversaire de Jacques Anquetil. Celui-ci gagne les troisième et quatrième étapes, après avoir été distancé dans des ascensions par Raymond Poulidor et être revenu sur lui dans la descente pour gagner à Oyonnax, et dans la plaine avant Chambéry. Lors du contre-la-montre, il est déjà assuré de la victoire. Il gagne cette étape avec 13 secondes d'avance sur Raymond Poulidor et remporte le Dauphiné. Le départ de la dernière étape est avancé d'une heure pour faciliter le trajet de Jacques Anquetil vers Bordeaux. À 18 h 52, il décolle de l'aéroport de Nîmes-Garons, à bord d'un Mystère 20 mis à disposition par l’État, sur consigne du Président Charles de Gaulle. Il arrive à Bordeaux-Mérignac cinquante minutes plus tard, et à 2 h 30, il fait partie des douze coureurs prenant le départ de Bordeaux-Paris. Il y présente un visage « fatigué et inquiet ». Il est massé en début de course depuis la voiture suiveuse. Malgré la nuit, le public est présent au bord de la route pour l'encourager. Au lever du jour, il est cependant près d'abandonner, assis dans la voiture de Géminiani. Après une « engueulade » de celui-ci, Anquetil repart, « piqué au vif ». Les 300 dernierskilomètres sont effectués derrière un derny. Anquetil est emmené par Jo Goutorbe, avec qui il a gagné le Critérium des As quatre fois. François Mahé est le premier à attaquer. Il compte jusqu'à six minutes d'avance  et n'est plus poursuivi que par Tom Simpson, Jacques Anquetil et son coéquipier Jean Stablinski. Celui-ci contre-attaque et Jacques Anquetil laisse Tom Simpson travailler pour revenir sur l'avant de la course. François Mahé et Jean Stablinski sont ainsi rejoints peu avant Dourdan, à 50 km de l'arrivée. Tom Simpson attaque, rejoint par Jacques Anquetil puis Jean Stablinski, qui attaque ensuite dans chaque côte. Dans la côte de Picardie, Tom Simpson est cette fois distancé par Jacques Anquetil qui part seul vers Paris. Il s'impose au parc des Princes. Jean Stablinsi est deuxième, devant Simpson, et effectue avec Jacques Anquetil le tour d'honneur. Après cet exploit unique, Jacques Anquetil fait enfin l'unanimité.
Comme prévu, il fait l'impasse sur le Tour de France en juillet. Raymond Poulidor accepte de mettre ses ambitions de côté et de travailler au succès de Jacques Anquetil au championnat du monde à Lasarte près de Saint-Sébastien. Marcel Bidot, patron de l'équipe de France, accourt auprès du quintuple vainqueur du Tour pour lui annoncer la bonne nouvelle. Jacques Anquetil, sans ménagement pour son historique rival répond : « Il est encore plus con que je le pensais ».
En septembre, au Grand Prix des Nations, il gagne en parcourant les 75 km à une vitesse moyenne de 47 km/h, devançant Rudi Altig de trois minutes et Raymond Poulidor de cinq. En octobre, il gagne un septième Grand Prix de Lugano puis, le 1er novembre, le Trophée Baracchi avec Jean Stablinski. Il réalise ainsi un triplé unique dans les contre-la-montre de fin de saison. Bien qu'on l'y incite après de telles performances, il refuse de tenter le record de l'heure. À l'issue de cette saison, l'une des meilleures de sa carrière, il est vainqueur du Super Prestige Pernod et du Prestige Pernod.

### Derniers succès et fin de carrière (1966-1969)

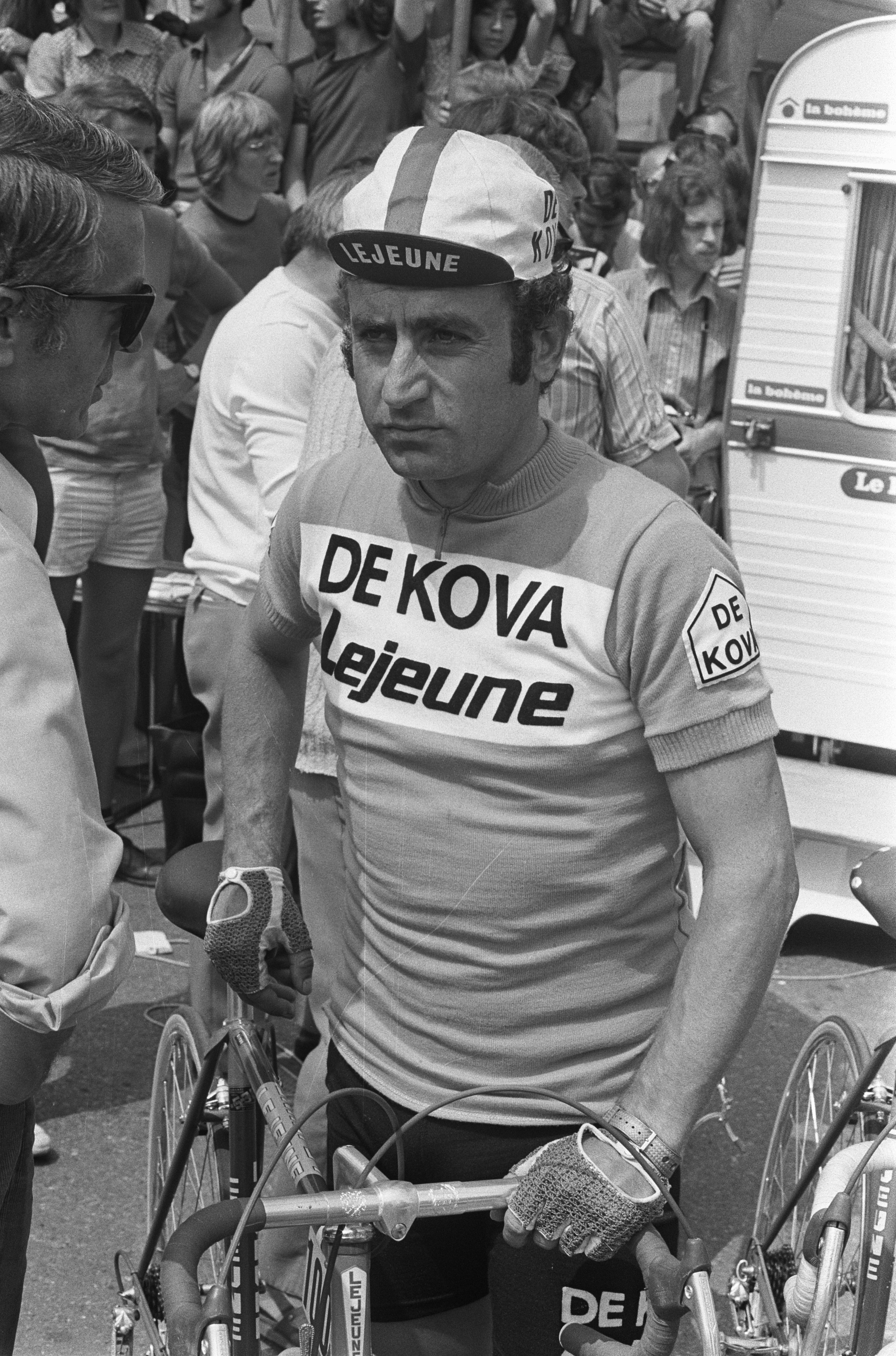
Lucien Aimar, équipier de Jacques Anquetil, gagne le Tour de France 1966.

Lors de Paris-Nice, Raymond Poulidor bat pour la première fois Jacques Anquetil en contre-la-montre et prend le maillot de leader. Dans la dernière étape, Raphaël Géminiani donne à ses troupes la consigne de « flinguer à tout-va dans les cent premiers kilomètres », pour laisser à Jacques Anquetil le soin de conclure. Les équipiers appliquent cette consigne et font même du zèle en commettant quelques irrégularités : des coureurs sont tassés, Barry Hoban est poussé dans le fossé. Raymond Poulidor perd ses équipiers et se retrouve isolé. Jacques Anquetil s'échappe et part gagner seul à Nice. Il remporte son cinquième Paris-Nice. Cet épisode ravive la rivalité entre les deux coureurs et allume une « guerre de religion » entre leurs partisans.
Face à l'hostilité de la presse et du public, Jacques Anquetil ne dispute volontairement plus de course avec Raymond Poulidor jusqu'au Tour de France. En mai, il participe à Liège-Bastogne-Liège. À 45 km de l'arrivée, alors qu'il se trouve dans un groupe avec plusieurs favoris, il attaque, distance ses rivaux puis rattrape trois coureurs échappés et part seul. Il gagne cette classique avec cinq minutes d'avance en ayant laissé ses adversaires impuissants. Cependant, deux jours plus tard, la Royale ligue vélocipédique belge le déclasse pour ne pas s'être rendu au contrôle antidopage. Arguant que personne ne le lui a demandé, Jacques Anquetil contre-attaque juridiquement et obtient gain de cause. Au Tour d'Italie, il perd trois minutes en descente, lors de la première étape. Il ne peut rattraper ce retard et finit troisième de l'épreuve remportée par Gianni Motta.

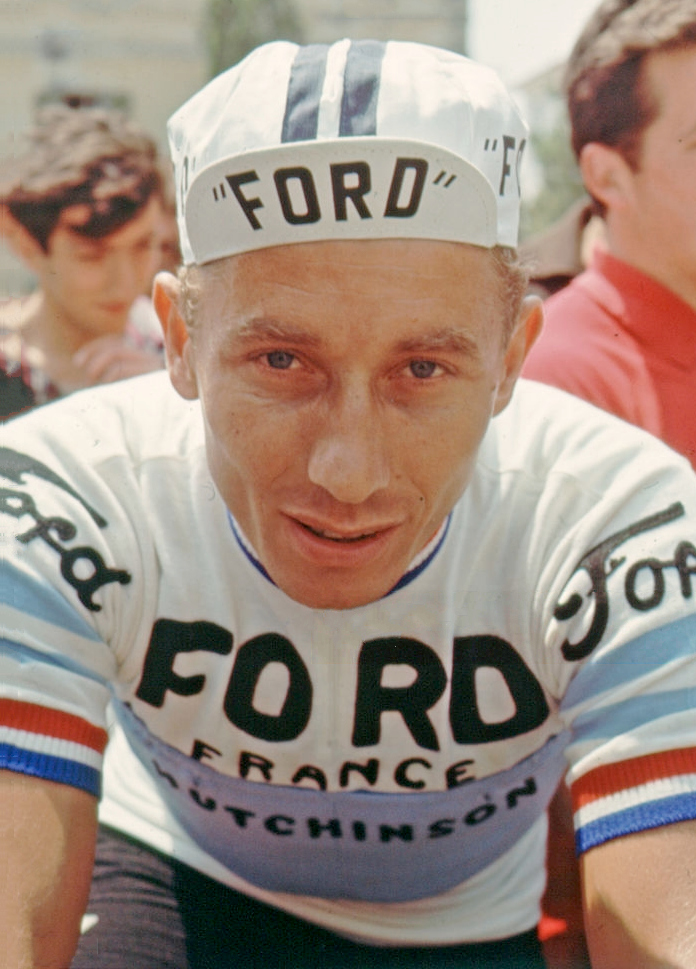
Lors du Tour d'Italie 1966

Le Tour de France est annoncé comme une revanche de 1964. Après neuf étapes, Jacques Anquetil et Raymond Poulidor sont ex-aequo au classement général. Ils se marquent durant la dixième étape et laissent partir une trentaine de coureurs qui obtiennent sept minutes d'avance. Critiqués par Jacques Goddet, ils se rattrapent deux jours plus tard, mais restent en retrait au classement général. Lors de la quatorzième étape, Raymond Poulidor bat à nouveau Jacques Anquetil en contre-la-montre puis il accroît son avance d'une minute au Bourg-d'Oisans. Souffrant d'une bronchite et ayant désormais peu de chance de l'emporter, Jacques Anquetil se met au service de son coéquipier Lucien Aimar, membre de l'échappée de la dixième étape. Celui-ci attaque dans l'étape de Turin, tandis que les Ford marquent Raymond Poulidor. Le lendemain, Jacques Anquetil, malade et en grande difficulté, abandonne le Tour, définitivement. Lucien Aimar gagne ce Tour de France.
À l'approche du championnat du monde sur route, un accord est signé au sein de l'équipe de France : les coureurs s'engagent à livrer une course d'équipe jusqu'aux trois derniers tours, puis « que le meilleur gagne ». Dans le dernier tour, Jacques Anquetil et Raymond Poulidor figurent dans un même groupe avec d'autres favoris. Aucun des deux ne veut prendre le risque de favoriser l'autre. Le groupe ralentit, permettant à Rudi Altig, qui semblait battu, de revenir et de dépasser ce groupe à 500 mètres de l'arrivée. Jacques Anquetil et Raymond Poulidor prennent les deuxième et troisième places derrière lui. « Écœuré », Jacques Anquetil ne monte pas sur le podium. Après cet échec, il gagne un neuvième et dernier Grand Prix des Nations. Il devance Felice Gimondi de deux minutes, Eddy Merckx et Roger Pingeon de trois, Raymond Poulidor de quatre. Le 5 octobre, il est fait chevalier de la Légion d'honneur.
En 1967, la marque Ford cesse d'être sponsor de l'équipe. Elle est remplacée par Bic. Jacques Anquetil, malade, connaît un début de saison difficile. Donné forfait pour le Critérium national, il s'y impose en battant au sprint Raymond Poulidor, qui ne cache pas sa déception : « Anquetil finira par me dégoûter du vélo ».

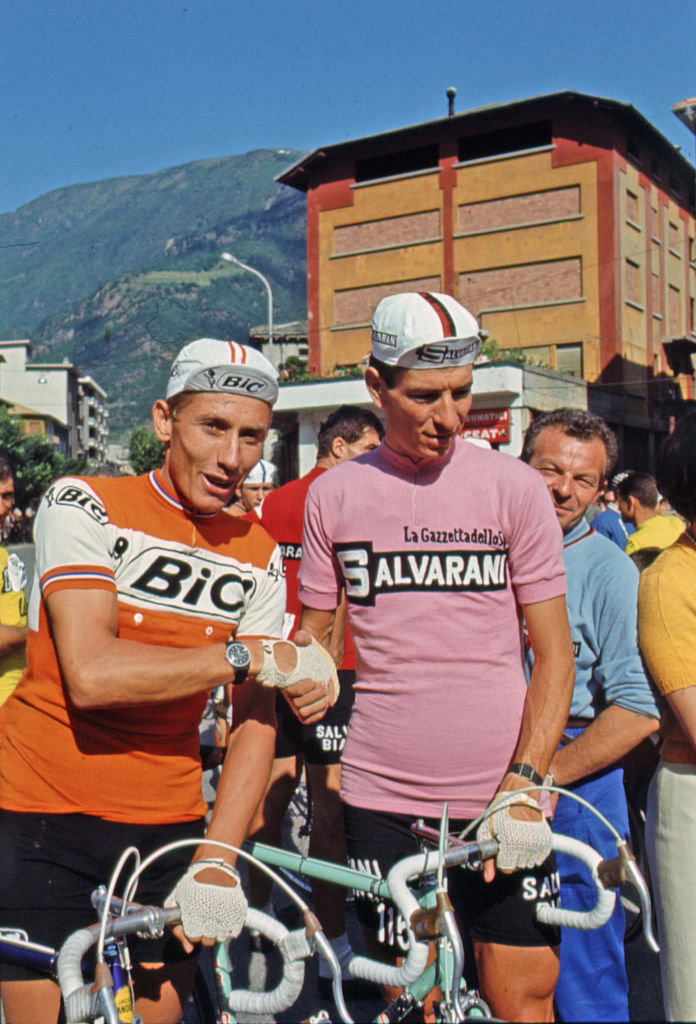
Jacques Anquetil salue Felice Gimondi, vainqueur du Tour d'Italie 1967.

Il dispute son dernier grand tour, le Tour d'Italie, dont c'est le cinquantenaire. Les favoris restent proches au classement général avant l'étape de montagne se terminant aux Trois cimes de Lavaredo. Celle-ci est annulée car, sous la pluie, la route est transformée en « bourbier », obligeant les voitures à s'arrêter. Le lendemain, Jacques Anquetil perd 27 secondes sur les favoris, mais prend le maillot rose. Lors de l'avant-dernière étape, il est attaqué à plusieurs reprises. Felice Gimondi finit par porter l'assaut décisif : échappé solitaire, il gagne avec quatre minutes d'avance. Jacques Anquetil s'estime volé, affirmant que Felice Gimondi a pu s'échapper en étant emmené par la voiture du directeur de course adjoint. Il termine troisième de ce Giro, derrière Felice Gimondi et Franco Balmamion. Les propos de Jacques Anquetil seront corroborés en 2012 par Giovanni Michelotti, le directeur de course de l'époque.
Cette déception ouvre une période de déprime pour Jacques Anquetil. Dans une interview, il reconnaît s'être dopé, ce qui lui vaut d'être critiqué de toutes parts. Il se sépare également de Jean Stablinski, qui rejoint Raymond Poulidor après que Jacques Anquetil lui a reproché d'avoir fait le jeu de l'équipe de France au Tour de France. Raphaël Géminiani, appuyé par le sponsor Bic, le convainc de tenter le record de l'heure afin de redorer son blason. Le 27 septembre 1967, il parcourt 47,493 kilomètres, soit 146 mètres de plus que Roger Rivière. Cependant, ce record n'est pas homologué car il refuse de se soumettre à un contrôle antidopage.  Le contrôleur dresse un constat de carence après avoir été renvoyé par Raphaël Géminiani, qui estimait que les conditions n'étaient pas réunies pour procéder à un contrôle. Jacques Anquetil rentre à Rouen où il fait pratiquer un prélèvement par son médecin, puis intervient à la télévision en duplex. Malgré la demande de Jacques Anquetil, la Fédération française n'intervient pas en sa faveur.
En 1968, Jacques Anquetil n'obtient pas de victoire notable. Il est transparent en course, en retrait. Le 1er octobre, il gagne le Trophée Baracchi, associé à Felice Gimondi, incapable de le relayer en fin de course.
L'année suivante, il dispute sa seizième et dernière saison. Il court détendu. Néanmoins, il prend la troisième place d'un Paris-Nice mémorable derrière le jeune Eddy Merckx et Poulidor et, la quatrième du Critérium du Dauphiné libéré. Il gagne le Tour du Pays basque grâce à une échappée, sa dernière grande victoire. Malgré l'insistance de Raphaël Géminiani, il refuse de disputer le Tour de France, remporté cette année-là par Eddy Merckx. Il s'engage toutefois avec RTL pour effectuer le parcours un jour avant la course. Fin août, il fait ses adieux à la Cipale lors d'un match d'exhibition face à Eddy Merckx. Le 27 décembre 1969, il dispute sa dernière compétition au vélodrome d'Anvers,.

### Directeur de course de Paris-Nice et du Tour méditerranéen, directeur sportif de l'équipe de France
À son retrait de la compétition, Jacques Anquetil décide d'accrocher son vélo dans la grange de sa propriété et jure de ne jamais remonter dessus. Par la suite, il ne remontera sur un vélo qu'en de rares occasions, comme le jour du huitième anniversaire de sa fille Sophie qui rêvait de voir son père juché sur ce qui fut son cheval de bataille. Jacques Anquetil enfile alors un maillot jaune et des cuissards et monte sur sa selle, traverse la pelouse en danseuse sous les yeux de sa fille, avant de se jeter, en un dernier sprint, dans les eaux de la piscine. Jacques Anquetil devient correspondant du journal L'Équipe, puis consultant sur Antenne 2 et sur Europe 1 en compagnie de Robert Chapatte, Fernand Choisel, puis Jean-René Godart. Il officie également comme directeur de course de Paris-Nice et du Tour méditerranéen, directeur sportif de l'équipe de France de 1982 à 1987.

### Mort

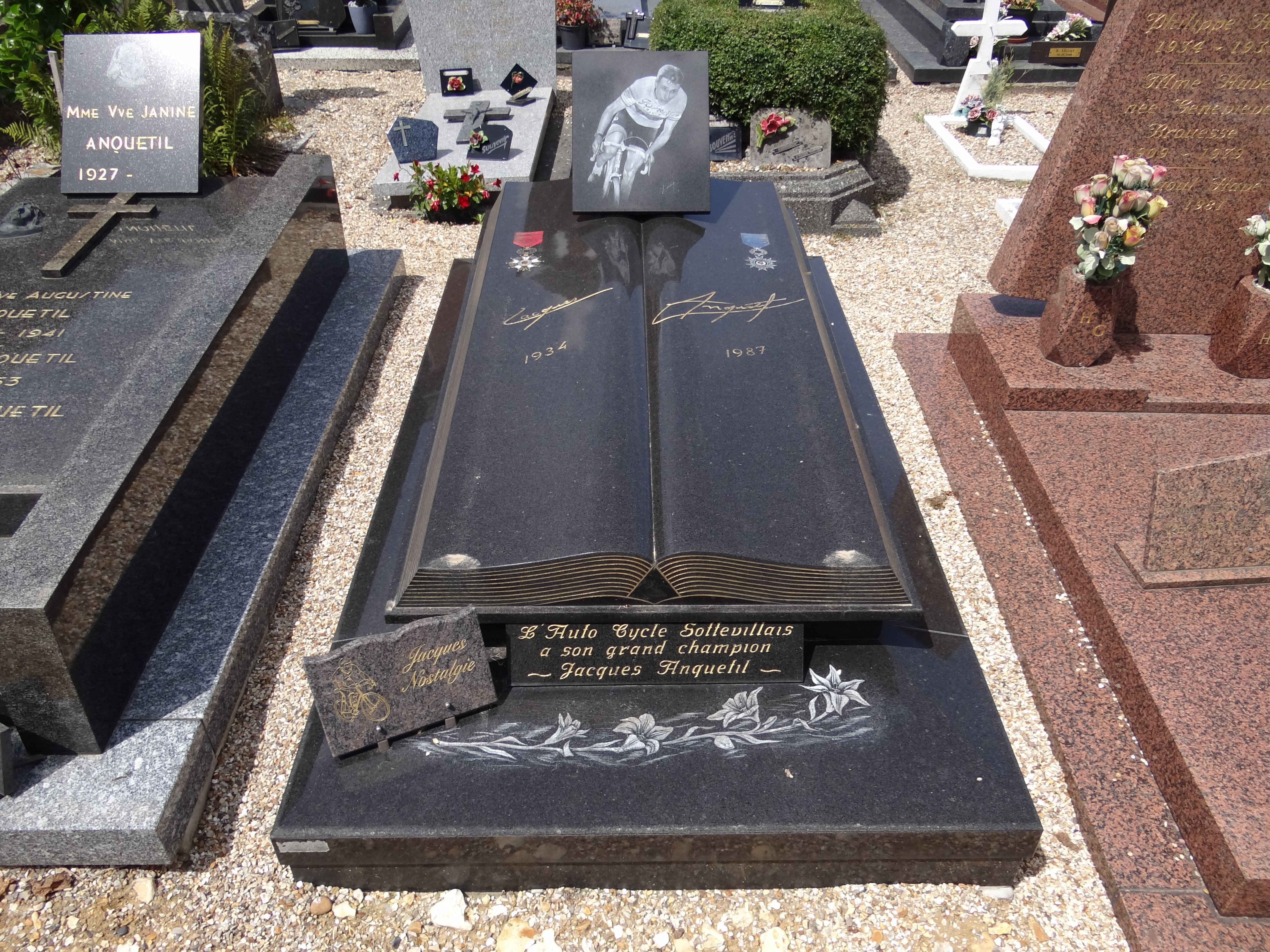
La tombe de Jacques Anquetil au cimetière de Quincampoix.

Retiré dans sa ferme de 700 hectares à La Neuville-Chant-d'Oisel, près de Rouen, Jacques Anquetil est hospitalisé à l'hôpital Pasteur de Colmar le 6 novembre 1987, en raison d'anomalies dans sa numération sanguine et de douleurs diffuses. Un communiqué médical, publié deux jours plus tard, fait état de métastases d'un cancer de l'estomac au niveau de la colonne vertébrale. Dès lors, son état s'aggrave. Quelques jours avant son décès, Jacques Anquetil déjeune en compagnie de son ancien adversaire, Raymond Poulidor, et de son ancien équipier, Eugène Letendre. Conscient de la progression de la maladie, il déclare à Raymond Poulidor : « Raymond, tu m'as vraiment fait souffrir dans le Puy de Dôme. Mais je peux te dire qu'en ce moment, j'escalade un Puy de Dôme toutes les heures. » Il meurt le 18 novembre 1987, à la clinique Saint-Hilaire de Rouen, à 7 h du matin. Dominique, sa compagne d'alors, se tenait à ses côtés : « Il s'est réveillé à 7 heures. Je l'ai vu ouvrir les yeux. Il a essayé de me parler. Je lui ai demandé s'il avait besoin de quelque chose. C'était fini. Jacques s'en allait sans un cri. Il mourait calmement et sans doute sans souffrir. » Il est inhumé à Quincampoix, en Seine-Maritime.

## Style et personnalité

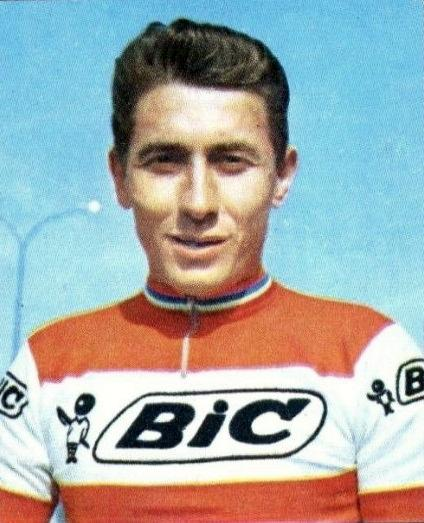
Jacques Anquetil en 1968.

Jacques Anquetil est décrit par Jacques Augendre comme « le plus doué, le moins conformiste et sans doute le plus mystérieux des champions de son époque. » Perfectionniste, « la plus belle machine à pédaler du monde », selon Jean-Paul Ollivier, ne se fie qu'à son instinct : « La discipline imposée me rebute et me déprime. Celle que je m'inflige me suffit. Je n'accepte pas les ordres qui vont à l'encontre de mes opinions ou de ma volonté. » Il présente dès le début de sa carrière des qualités de rouleur exceptionnelles, ainsi qu'une très grande endurance. Antonin Rolland, avec qui il est associé dans le Trophée Baracchi en 1953, dit de lui après la fin de la course : « C'est le plus formidable rouleur que j'aie jamais vu. Je l'ai relayé pendant les trente premiers kilomètres, après je n'ai pas pu passer… Et pourtant je marchais bien. » Raphaël Géminiani, qui fut à la fois son adversaire puis son directeur de course, le présente comme « un moteur de F1, un ordinateur et un alambic ».
Il excelle en contre-la-montre, à l'image de ses neuf victoires dans le Grand Prix des Nations, et construit la plupart de ses succès dans les courses par étapes grâce à sa supériorité dans ce domaine. Malgré son palmarès considérable, sa relative faiblesse dans d'autres registres que celui du contre-la-montre fait de lui un coureur incomplet. Raphaël Géminiani regrette ainsi qu'il ait « gagné cinq Tours de France sans être jamais passé en tête au sommet d'un col. » Le journaliste Antoine Blondin, bien qu'admirateur du talent de celui qu'il appelle « Jacques de Normandie, duc de Saint-Adrien » ou encore « l'extraordinaire aristocrate de la bicyclette », lui reproche de courir trop souvent à l'économie, affirmant également que « son attitude a parfois rétréci ses victoires », n'hésitant pas à la qualifier de « gérant de la route ». Après sa victoire dans le Tour de France 1961, Roger Bastide constate qu'« Anquetil a transformé le cyclisme de compétition en une science exacte, mais sa victoire a eu la froideur de la perfection ».
L'écrivain et journaliste Jean Cau, qui reconnaît en lui un « Descartes monté sur deux roues », loue son pragmatisme. Quand il évoque son succès dans sa tentative du record de l'heure établi par Fausto Coppi, Jacques Anquetil déclare : « Je voulais battre ce record parce qu'il appartenait à Coppi et pouvait augmenter ma valeur marchande, et doubler mes contrats, sinon je ne l'aurais même pas tenté. » Ne considérant le cyclisme que comme un moyen de s'élever socialement, il se constitue peu à peu un patrimoine foncier et immobilier de premier ordre pour un coureur de son époque. Après sa rencontre avec le Campionissimo Fausto Coppi en octobre 1953, il a, en Italie, la réputation d'être un personnage froid, glacial, intéressé seulement par l'argent. L'hebdomadaire L'Europeo le compare à « l'un de ces héros antipathiques dont on va guetter la chute et la défaite ». L'écrivain Paul Fournel abonde dans ce sens : « Jacques, c'était un Normand de la terre, pas un gars des villes. Il n'aimait pas la foule ni les manifestations d’enthousiasme. On peut dire que tous les jeunes de son âge l'admiraient, s'identifiaient à lui, mais quant à se faire aimer, c'était une autre histoire. D'ailleurs, le vélo était pour lui un métier plus qu'une passion. Après sa carrière, il n'y a plus jamais touché ou presque. »
Jacques Augendre le considère également comme un personnage hédoniste, accordant la priorité aux plaisirs de l'existence, privilégiant « la qualité de vie, une qualité de vie qui passait par la table et l'alcôve. » Au cours des entraînements ou des compétitions, il refuse de s'astreindre aux règles diététiques régissant le mode de vie des sportifs : « On doit se méfier des régimes alimentaires. Robic avait raison. Les régimes fragilisent et il ne faut pas être fragile pour disputer le Tour, surtout si on court pour le gagner. » Amateur de champagne, de gros-plant ou de bière glacée, il déclare au sujet de l'eau : « J'ai essayé une fois d'en boire, mon estomac ne l'a pas supporté. »

## Rivalité entre Jacques Anquetil et Raymond Poulidor

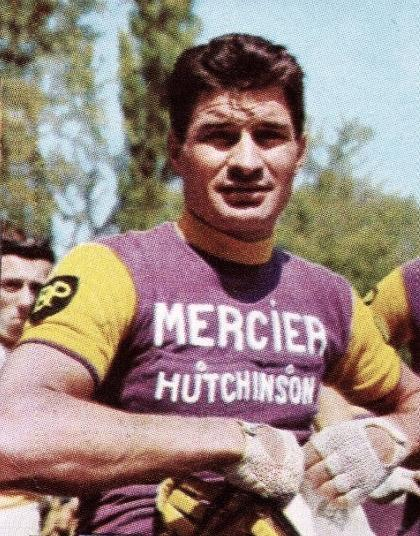
Raymond Poulidor en 1966.

La rivalité entre Raymond Poulidor et Jacques Anquetil a été la plus marquante des rivalités de la carrière de ce dernier, car elle a « atteint une intensité émotionnelle rare » lors du Tour de France 1964, et parce qu'elle a dépassé le cadre sportif.
Leur rivalité naît en 1961. Alors qu'Anquetil apparaît comme le seul grand leader du cyclisme français en début d'année, Poulidor remporte Milan-San Remo, puis bat Anquetil lors de la course de côte du mont Faron. Il faut toutefois attendre 1962 pour qu'ils soient opposés sur les routes du Tour de France, puisqu'en 1961 Poulidor refuse de disputer la course en tant qu'équipier d'Anquetil. En huit participations à cette course, Jacques Anquetil est quatre fois en présence de son rival, mais ce n'est qu'en 1964 qu'ils se livrent réellement à un duel pour la victoire. Ils arrivent cette année-là au départ de la « grande boucle » en ayant gagné chacun un grand tour : le Giro pour Anquetil et la Vuelta pour Poulidor. La victoire au Tour de France permettrait à l'un comme à l'autre de réaliser un doublé rare ; pour Poulidor, ce serait un premier succès dans cette course, et pour Anquetil un cinquième, record absolu. Le Tour de France apparaît comme l'épreuve pouvant déterminer le meilleur coureur du monde. L'intensité du duel doit aussi au déroulement de la course, indécise. Les deux coureurs sont longtemps au coude-à-coude, quand vient l'étape du puy de Dôme, dernière occasion pour Poulidor de dépasser Anquetil au classement général.
La rivalité entre Anquetil et Poulidor a passionné et divisé les Français, jusqu'à en faire un « point d'orgue des années soixante ». Cette intensité doit à l'opposition de style entre les deux coureurs : Jacques Anquetil est considéré comme un « rouleur et un froid stratège [...] aux allures presque aristocratiques, Poulidor  un grimpeur et un homme simple et chaleureux ». Antoine Blondin illustre ainsi cette opposition : « Il me semble que je dirais qu'Anquetil est un champion gothique, dont la rigueur s'élançait ; Poulidor un champion roman, dont le dépouillement se ramasse et se retient, sur le plan humain s'entend. »
Deux camps, les « anquetilistes » et les « poulidoristes », les derniers étant plus nombreux, s'identifient à leur coureur favori en fonction de ses caractéristiques. Selon l'historien Michel Winock, cette division reflète les transformations sociales de la France de l'époque :

« Derrière ces deux stéréotypes, le public sent confusément que deux univers s'opposent, comme la modernité et l'archaïsme. L'un et l'autre coureur sont issus d'un milieu rural, mais ils n'évoluent pas dans la même civilisation agraire. Anquetil est représentatif d'une agriculture moderne. [...] Poulidor est la figure du "paysan résigné", qui ne se fait pas d'illusion [...]. Anquetil est le symbole d'une économie de marché, spéculative, entreprenante. Il boit du whisky, se déplace en avion. Dans le Tour comme dans la vie, c'est un patron.
Ce goût des Français en faveur de "Poupou", c'est un attendrissement nostalgique pour la société rurale dont ils émergent en ces années de mutation rapide. L'univers anquetiliste représente un avenir froid qu'ils redoutent. Du reste, la grande spécialité du Normand est la course contre la montre : la tyrannie des aiguilles est celle du monde industriel ; le Limousin, lui, est bien dans la montagne, c'est l'homme de la nature : il adapte ses journées aux mouvements saisonniers du soleil. Il éclate de santé. Les admirateurs de Poulidor savent bien qu'Anquetil est le plus fort, mais le fond de sa supériorité les glace ; ils y sentent l'artifice, la planification, la prépondérance technologique... »

Après la fin de leur carrière, Jacques Anquetil et Raymond Poulidor se réconcilient, au point de devenir de très bons amis. Quand Raymond Poulidor prend sa retraite en 1977, les deux champions travaillent quelques mois pour la même firme, les cycles France-Loire, qui fabriquent des vélos à leur nom. Ils sillonnent le pays ensemble pour assurer la promotion des produits. Sur le Tour de France, qu'ils continuent de suivre chaque année, ils participent régulièrement, le soir, à des parties de poker auxquelles participent le journaliste Pierre Chany et parfois même Eddy Merckx. Peu avant sa mort, Jacques Anquetil confie à Raymond Poulidor : « C'est bête, la vie. Nous avons perdu quinze ans d'amitié. » Conscient que le mal qui le ronge progresse inexorablement, Jacques Anquetil déclare à son ami, dans un trait d'esprit : « Il te faudra encore te contenter de la deuxième place. Je vais partir le premier. » Raymond Poulidor évoque ainsi sa mémoire : « Les deux hommes que j'admire le plus : le général de Gaulle et Jacques Anquetil. Si je n'avais pas été coureur, j'aurais été anquetiliste. »

## Anquetil et la question du dopage
Tout au long de sa carrière, Jacques Anquetil a condamné le principe de la lutte antidopage, considérant notamment la loi antidopage votée en France le 1er juin 1965 comme une « idiotie ». Il regrette que les contrôles, selon lui portent atteinte à la dignité de l'athlète. Sur le Tour de France 1966, il est le fer de lance d'un mouvement de grève par solidarité envers Raymond Poulidor, pourtant son rival, après le contrôle surprise que ce dernier a subi. L'écrivain Paul Fournel, auteur d'une biographie sur le coureur, confirme que le dopage était pour lui une pratique courante : « Anquetil se dopait. Il l'a dit, et redit. Il a même précisé que ses fesses ressemblaient à une passoire à force de piqûres d'amphétamines. Il a toujours été clairement opposé aux contrôles antidopage, estimant que les efforts demandés le justifiaient, et que les coureurs étaient des hommes professionnels et responsables. Rien n'indique formellement que sa mort soit due au dopage, mais il est évident qu'un doute légitime peut peser sur cette question. » Paul Fournel affirme également que le dopage est un mode de vie dont Jacques Anquetil ne put jamais se défaire tout au long de sa vie.
Jacques Anquetil a lui-même avoué, à plusieurs reprises, avoir eu recours au dopage. Il indique ainsi dans un entretien accordé au magazine Miroir du cyclisme, publié en octobre 1967 : « Je préfère me faire une piqûre de caféine que de boire trois tasses de café qui, elles, me font mal au foie… », des propos qui confirment un aveu fait au cours de sa carrière : « Je me dope parce que tout le monde se dope […]. Bien souvent, je me suis fait des piqûres. »

## Vie privée
Sa fille, Sophie Anquetil, publie en 2004 un ouvrage, Pour l'amour de Jacques, dans lequel elle raconte sa propre histoire et celle de sa famille. Le 2 décembre 1958, Jacques Anquetil épouse Janine Boeda (1928-2024), dite « Nanou » ou « la dame blonde » en référence à Giulia Occhini, la femme de son médecin personnel, et mère de deux enfants, Annie et Alain. Jacques Anquetil avait rencontré Janine en 1954, quand il fut accueilli pour la première fois chez ce médecin, précurseur de la médecine sportive, avant qu'une passion dévorante naisse entre les deux amants à partir de 1957. Annie et Alain, dont la garde avait dans un premier temps été attribuée à leur père, fuguent et rejoignent le couple. Jacques Anquetil se comporte en véritable père avec eux. Janine Boeda joue un rôle prépondérant tout au long de sa carrière, non seulement en tant qu'épouse mais également en tant qu'inspiratrice, chauffeur et même manager. Elle est pour lui, selon le journaliste Philippe Brunel, « ce qu'Elsa Triolet fut pour Aragon, Piaf pour Cerdan, Signoret pour Montand. » Jacques Augendre précise que « Janine Boeda fut sa Dame blanche, ce qui l'identifiait encore plus à Fausto Coppi, et elle était sans doute la compagne qui lui convenait. Cette Emma Bovary moderne, née au pays de Flaubert, découvrit Superman et Casanova réunis dans le même personnage : la rencontre d'un homme libre et d'une femme libre qui abritèrent leur bonheur dans un manoir ayant appartenu à Maupassant. »
Lorsqu'il se retire des pelotons à la fin de sa carrière sportive, Jacques Anquetil souhaite avoir un enfant de son sang. Janine ne pouvant plus avoir d'enfant, il aura une fille, Sophie, née en 1971, avec sa belle-fille Annie, qui, âgée de 18 ans est encore mineure (la majorité en France est alors fixée à 21 ans). Fruit de l'arrangement, Sophie est d'ailleurs déclarée comme la fille de Janine et non d'Annie. Entre Jacques Anquetil et sa belle-fille débute alors une relation qui dure pendant douze ans. Le soir de la communion de Sophie, Jacques Anquetil passe la nuit avec Dominique, la femme d'Alain, son beau-fils. En 1986, Jacques Anquetil a un deuxième enfant, Christopher, dont la mère est Dominique,.

## Palmarès
Jacques Anquetil possède l'un des palmarès les plus riches et les plus exceptionnels dans l'histoire du cyclisme. Tout au long de sa carrière, de ses débuts en 1953 jusqu'à sa retraite sportive en 1969, il totalise 184 victoires,. Il obtient principalement ses succès dans les courses par étapes, les épreuves contre-la-montre ou sur la piste.
Jacques Anquetil établit également un certain nombre de records. En 1964, il devient le premier coureur à remporter le Tour de France à cinq reprises. Il est également le premier coureur français à avoir gagné le Tour d'Italie, en 1960, et le premier coureur à remporter les trois grands tours, après sa victoire sur le Tour d'Espagne en 1963. Avec une troisième place sur le Tour de France 1959, deux deuxièmes places (1959, 1961) et deux troisièmes places (1966, 1967) sur le Tour d'Italie, il détient également le record de podiums sur les grands tours avec treize podiums.
Sa supériorité dans les épreuves contre-la-montre est indéniable. Il n'est jamais battu en neuf participations au Grand Prix des Nations, établissant ainsi le record de victoires sur l'épreuve, et compte également sept victoires au Grand Prix de Lugano, là aussi un record. Sur la piste, il établit le record de l'heure en 1956, en parcourant 46,159 kilomètres et améliore ainsi la performance que l'Italien Fausto Coppi avait réussie quatorze ans plus tôt. Dans une autre tentative en 1967, il bat une nouvelle fois le record de l'heure, alors détenu par Roger Rivière, mais ce record n'est pas homologué en raison du refus de Jacques Anquetil de se soumettre à un contrôle antidopage.
Jacques Anquetil compte également cinq victoires sur Paris-Nice entre 1957 et 1966, quatre victoires sur Critérium national, deux victoires sur le Critérium du Dauphiné libéré, deux victoires sur les Quatre Jours de Dunkerque, un Tour de Catalogne, ainsi qu'une victoire sur les classiques Bordeaux-Paris, Gand-Wevelgem et Liège-Bastogne-Liège. Parmi les titres qui manquent à son palmarès figurent celui de champion de France, qu'il avait obtenu chez les amateurs en 1952, et celui de champion du monde.

### Palmarès amateur
| - 1951 - Champion de Normandie des sociétés - Maillot des Jeunes - 1952 - Champion de France sur route amateurs - Champion de Normandie sur route - Champion de Normandie des sociétés - Grand Prix de France - 3e de la course en ligne par équipes aux Jeux olympiques - 8e du championnat du monde sur route amateurs | - 1953 - Champion de France des sociétés - Champion de Normandie sur route indépendants - Trophée Gentil - Tour de la Manche : - Classement général - 2e étape (contre-la-montre) - Maillot des As - Rouen-Lisieux-Rouen |  |

### Palmarès professionnel
| - 1953 - Grand Prix des Nations - Grand Prix de Lugano - 2e du Trophée Baracchi (avec Antonin Rolland) - 1954 - 5e étape de Paris-Nice (contre-la-montre) - Grand Prix des Nations - Grand Prix de Lugano - 2e du Critérium des As - 2e du Trophée Baracchi (avec Louison Bobet) - 3e du Grand Prix Martini - 5e du championnat du monde sur route - 7e de Paris-Nice - 1955 - Champion de France de poursuite (décembre) - 6e étape du Tour des Provinces du Sud-Est - Grand Prix Martini - Grand Prix des Nations - 2e du Trophée Baracchi (avec André Darrigade) - 6e du championnat du monde sur route - 1956 - Champion de France de poursuite (mars) - Champion de France de poursuite (juin) - Circuit du Trégor - Grand Prix Martini - Grand Prix des Nations - 2e du championnat du monde de poursuite - 2e de la Roue d'Or à Daumesnil (avec André Darrigade) - 1957 - Challenge Sedis - Paris-Nice : - Classement général - 5ea étape (contre-la-montre) - Tour de France : - Classement général - 3ea (contre-la-montre par équipes), 3eb (contre-la-montre), 9e, 15eb (contre-la-montre) et 20e (contre-la-montre) étapes - Grand Prix Martini - Grand Prix des Nations - Roue d'Or à Daumesnil (avec André Darrigade) - Six Jours de Paris (avec André Darrigade et Ferdinando Terruzzi) - 2e du championnat de France de poursuite - 2e de Gênes-Nice - 6e du championnat du monde sur route - 8e du Challenge Desgrange-Colombo - 10e de Paris-Tours - 1958 - 5e étape, 1er secteur de Paris-Nice (contre-la-montre) - Quatre Jours de Dunkerque : - Classement général - 4e étape (contre-la-montre) - Grand Prix Marvan : - Classement général - 2ea étape (contre-la-montre par équipes) - Grand Prix Martini - Grand Prix des Nations - Roue d'Or à Daumesnil (avec André Darrigade) - Grand Prix de Lugano - Six Jours de Paris (avec André Darrigade et Ferdinando Terruzzi) - 2e du Trophée Baracchi (avec André Darrigade) - 3e des Boucles de la Seine - 3e du Grand Prix de Forli - 10e de Paris-Nice - 10e de Milan-San Remo - 1959 - 5ea étape de Paris-Nice (contre-la-montre) - Quatre Jours de Dunkerque : - Classement général - 4e étape (contre-la-montre) - 2e et 19e étapes du Tour d'Italie (contre-la-montre) - Trofeo Longines (contre-la-montre par équipes) - Critérium des As - Grand Prix Martini - Grand Prix de Lugano - 2e du Tour d'Italie - 2e du Grand Prix de Forli - 3e de Gand-Wevelgem - 3e du Tour de France - 3e du Trophée Baracchi (avec André Darrigade) - 5e de Paris-Nice - 8e du Super Prestige Pernod - 9e du championnat du monde sur route - 1960 - Trophée Gentil - 4eb étape du Tour de Romandie (contre-la-montre) - Tour d'Italie : - Classement général - 9eb et 14e étapes (contre-la-montre) - Grand Prix de Forli - Critérium des As - Grand Prix de Lugano - 2e du Grand Prix d’Alger (avec Michel Vermeulin) - 2e de la Roue d'Or à Daumesnil (avec André Darrigade) - 3e du Critérium national - 3e du Trofeo Longines (contre-la-montre par équipes) - 8e de Paris-Roubaix - 8e du Tour de Romandie - 9e du championnat du monde sur route - 1961 - Super Prestige Pernod - Prestige Pernod - Classement général de Paris-Nice - Critérium national - Grand Prix de Forli - 2eb étape du Tour de Romandie (contre-la-montre) - 9e étape du Tour d'Italie (contre-la-montre) - Tour de France : - Classement général - 1reb et 19e étapes (contre-la-montre) - Grand Prix des Nations - Grand Prix de Lugano - 2e du Tour d'Italie - 3e de la course de côte du mont Faron - 6e de la Flèche wallonne - 9e de Gênes-Nice - 10e du Tour de Romandie - 1962 - 3e étape du Tour du Var - 5e étape du Tour d'Espagne (contre-la-montre par équipes) - Tour de France : - Classement général - 8eb et 20e étapes (contre-la-montre) - Trophée Baracchi (avec Rudi Altig) - 2e du Grand Prix de Forli - 2e de la Roue d'Or à Daumesnil (avec Jean Stablinski) - 5e du Super Prestige Pernod | - 1963 - Super Prestige Pernod - Prestige Pernod - Trophée Gentil - Paris-Nice : - Classement général - 6ea étape (contre-la-montre) - Critérium national : - Classement général - 3e étape (contre-la-montre) - 2e étape du Tour du Var - Tour d'Espagne : - Classement général - 1reb étape (contre-la-montre) - Critérium du Dauphiné libéré : - Classement général - 6ea étape (contre-la-montre) - Tour de France : - Classement général - 6eb (contre-la-montre), 10e, 17e et 19e (contre-la-montre) étapes - Circuit d'Auvergne - Critérium des As - 2e du Grand Prix Union Dortmund - 2e du Grand Prix de Forli - 2e du Trophée Baracchi (avec Raymond Poulidor) - 3e de la Subida a Arrate - 3e du championnat de France sur route - 1964 - 1re étape du Critérium national - Gand-Wevelgem - Tour d'Italie : - Classement général - 5e étape (contre-la-montre) - Tour de France : - Classement général - 9e, 10eb (contre-la-montre), 17e (contre-la-montre) et 22eb (contre-la-montre) étapes - 3e du Critérium des As - 3e du Super Prestige Pernod - 6e de Paris-Nice - 7e de Paris-Luxembourg - 7e du championnat du monde sur route - 1965 - Super Prestige Pernod - Prestige Pernod - Challenge Sedis - Paris-Nice : - Classement général - 6ea étape (contre-la-montre) - Critérium national : - Classement général - 3e étape (contre-la-montre) - Course de côte du mont Faron (contre-la-montre) - Critérium du Dauphiné libéré : - Classement général - 3e, 5e et 7eb (contre-la-montre) étapes - Bordeaux-Paris - Grand Prix de Forli - Trophée de l’Île de Man - Critérium des As - Grand Prix des Nations - Trophée Baracchi (avec Jean Stablinski) - Grand Prix de Lugano - 3e des Boucles de la Seine - 3e du championnat de France sur route - 7e du Circuit du Provençal - 8e du Tour de Lombardie - 1966 - Super Prestige Pernod - Classement général du Tour de Sardaigne - Paris-Nice : - Classement général - 8ea étape - Liège-Bastogne-Liège - 7eb étape du Tour de Catalogne (contre-la-montre) - Grand Prix des Nations - 2e du Tour de Campanie - 2e du championnat du monde sur route - 2e du Tour de Catalogne - 3e du Tour d'Italie - 3e du Grand Prix de Lugano - 4e du Tour de Lombardie - 1967 - Critérium national - Circuit de la forêt de la Joux - Tour de Catalogne : - Classement général - 7eb étape (contre-la-montre) - 2e du championnat de France de poursuite - 2e du championnat de France de l'omnium - 2e du Tour de l'Hérault - 2e du Critérium des As - 3e du Tour d'Italie - 1968 - Grand Prix du Petit Varois - Circuit des genêts verts - Trophée Baracchi (avec Felice Gimondi) - 2e du championnat de France de l'omnium - 2e de la course de côte du mont Faron - 2e du Grand Prix de Baden-Baden (avec Rudi Altig) - 4e de Liège-Bastogne-Liège - 10e de Paris-Nice - 1969 - Classement général du Tour du Pays basque - 3e de Paris-Nice - 4e du Critérium du Dauphiné libéré |  |

### Résultats sur les grands tours

#### Tour de France
8 participations
- 1957 :  Classement final, vainqueur des 3ea (contre-la-montre par équipes), 3eb (contre-la-montre), 9e, 15eb (contre-la-montre) et 20e (contre-la-montre) étapes,  maillot jaune pendant 16 jours
- 1958 : non-partant (23e étape)
- 1959 : 3e
- 1961 :  Classement final, vainqueur des 1reb et 19e étapes (2 contre-la-montre),  maillot jaune pendant 21 jours
- 1962 :  Classement final, vainqueur des 8eb et 20e étapes (2 contre-la-montre),  maillot jaune pendant 3 jours
- 1963 :  Classement final, vainqueur des 6eb (contre-la-montre), 10e, 17e et 19e (contre-la-montre) étapes,  maillot jaune pendant 5 jours
- 1964 :  Classement final, vainqueur des 9e, 10eb (contre-la-montre), 17e (contre-la-montre) et 22eb (contre-la-montre) étapes,  maillot jaune pendant 5 jours
- 1966 : abandon (19e étape)

#### Tour d'Italie
6 participations
- 1959 : 2e, vainqueur des  2e et 19e étapes (contre-la-montre),  maillot rose pendant 7 jours
- 1960 :  Classement final, vainqueur des 9eb et 14e étapes (contre-la-montre),  maillot rose pendant 11 jours
- 1961 : 2e, vainqueur de la 9e étape (contre-la-montre),  maillot rose pendant 4 jours
- 1964 :  Classement final, vainqueur de la 5e étape (contre-la-montre),  maillot rose pendant 17 jours
- 1966 : 3e
- 1967 : 3e,  maillot rose pendant 2 jours

#### Tour d'Espagne
2 participations
- 1962 : non-partant (17e étape), vainqueur de la 5e étape (contre-la-montre par équipes)
- 1963 :  Classement final, vainqueur de la 1reb étape (contre-la-montre),  maillot jaune pendant 15 jours

### Records du monde
- Record de l'heure 
  - 19 juin 1956 (46,159 km)
  - 27 septembre 1967 (47,493 km, non homologué pour refus de se présenter au contrôle antidopage)
- Record des vingt kilomètres
  - 19 juin 1956 en 25 min 57 s 40

### Paris-Dakar
- 1986 : Participation au rallye Dakar en tant que copilote du manchois Pierre Yver sur Mercedes[57],[58],[59].

## Hommages et distinctions

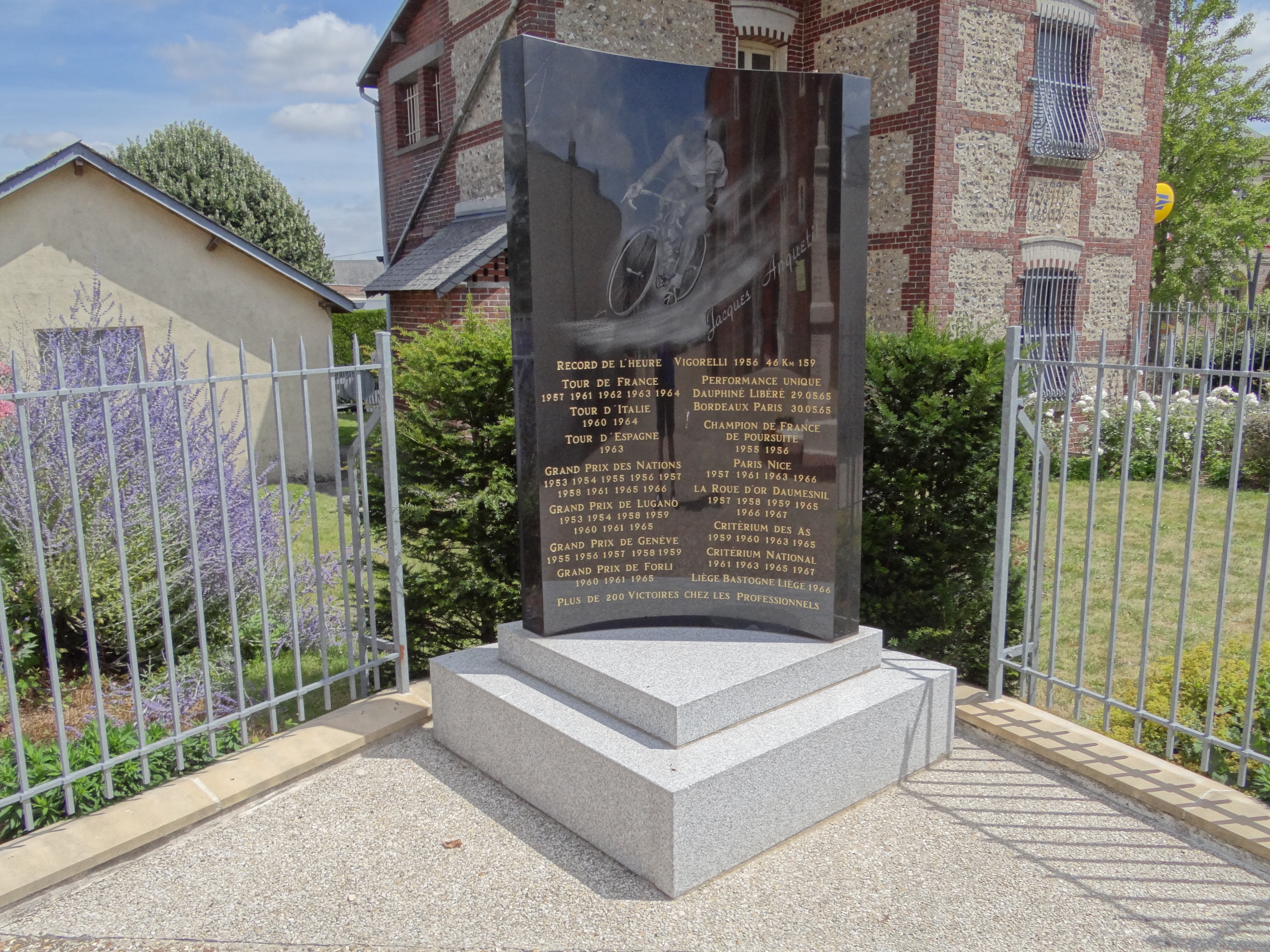
Le monument commémoratif de Jacques Anquetil au cimetière de Quincampoix.

Jacques Anquetil est fait chevalier de la Légion d'honneur le 5 octobre 1966 par le général de Gaulle, ainsi que chevalier de l'ordre national du Mérite. Il est titulaire des titres de « Gloire du sport », « Champion des champions français » attribué par L'Équipe et « Sportif international de l'année » de la BBC en 1963, du Prix Henri Deutsch de l'Académie des sports en 1957 et 1963 et du Trophée Edmond Gentil, qui récompense l'exploit cycliste de l'année, en 1953, 1960 et 1963. L'Équipe magazine lui décerne en juillet 2011 le titre de « Chrono d'or », c'est-à-dire de meilleur rouleur de l'histoire du Tour de France. Le Challenge Sedis, du nom de la firme de transmissions mécaniques et qui récompense le meilleur routier professionnel de la saison française, lui est attribué en 1957 et 1965. Il reçoit également le Super Prestige Pernod, qui récompense le meilleur coureur de l'année, en 1961, 1963, 1964 et 1966. En 2002, Jacques Anquetil fait partie des coureurs retenus dans le Hall of Fame de l'Union cycliste internationale.
Plusieurs plaques commémoratives rappellent la mémoire de Jacques Anquetil, dans son manoir de La Neuville-Chant-d'Oisel, à Quincampoix ou encore dans la côte de Châteaufort, dans les Yvelines. Le vélodrome de la Cipale à Paris est rebaptisé « Vélodrome Jacques-Anquetil » en 1987, de même que le vélodrome d'Aire-sur-l'Adour, dans les Landes. Jacques Anquetil est également le cycliste à qui l'on a attribué le plus grand nombre de noms de rues, de places ou d'avenues en France.